# Kap (bovenkruier)

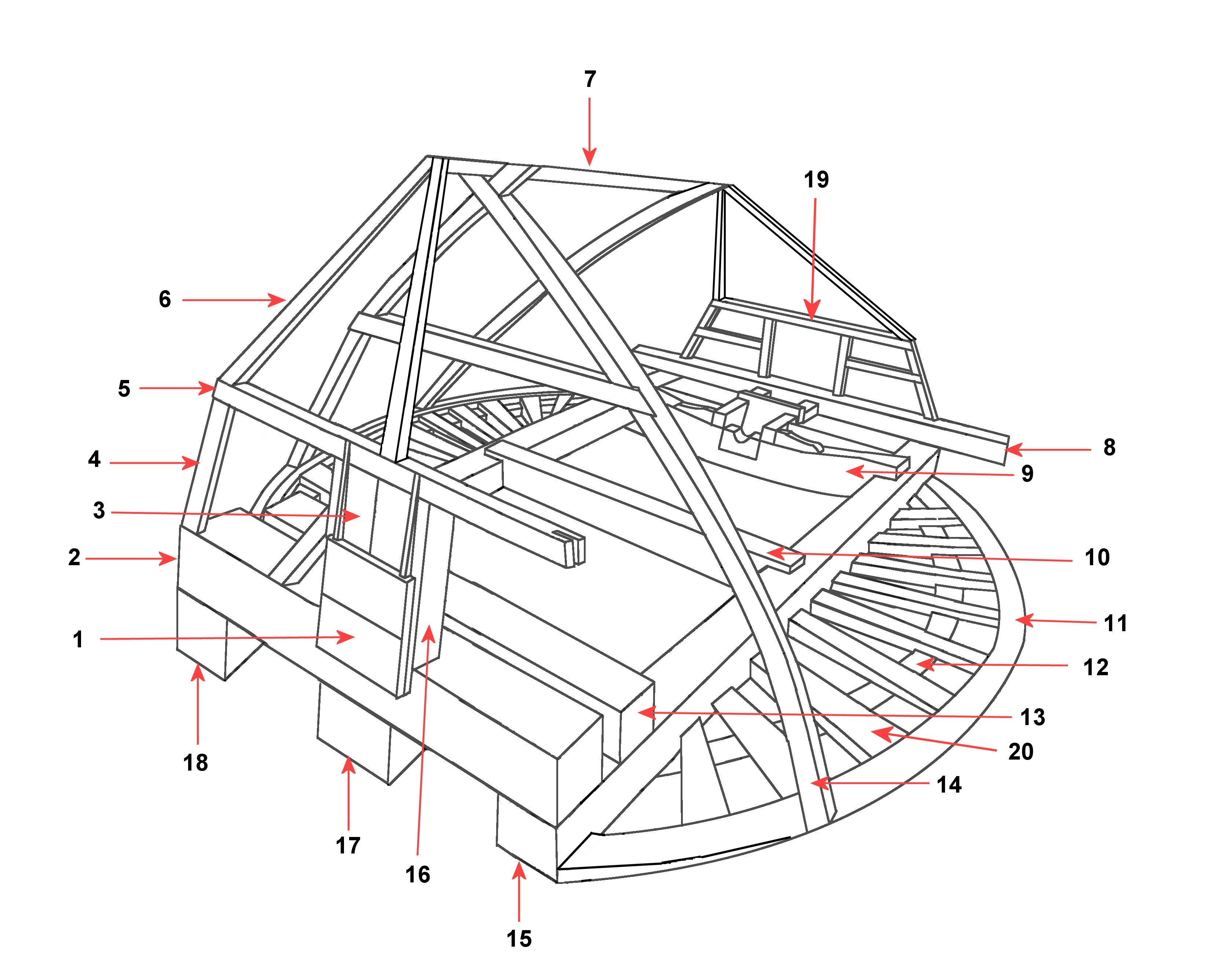

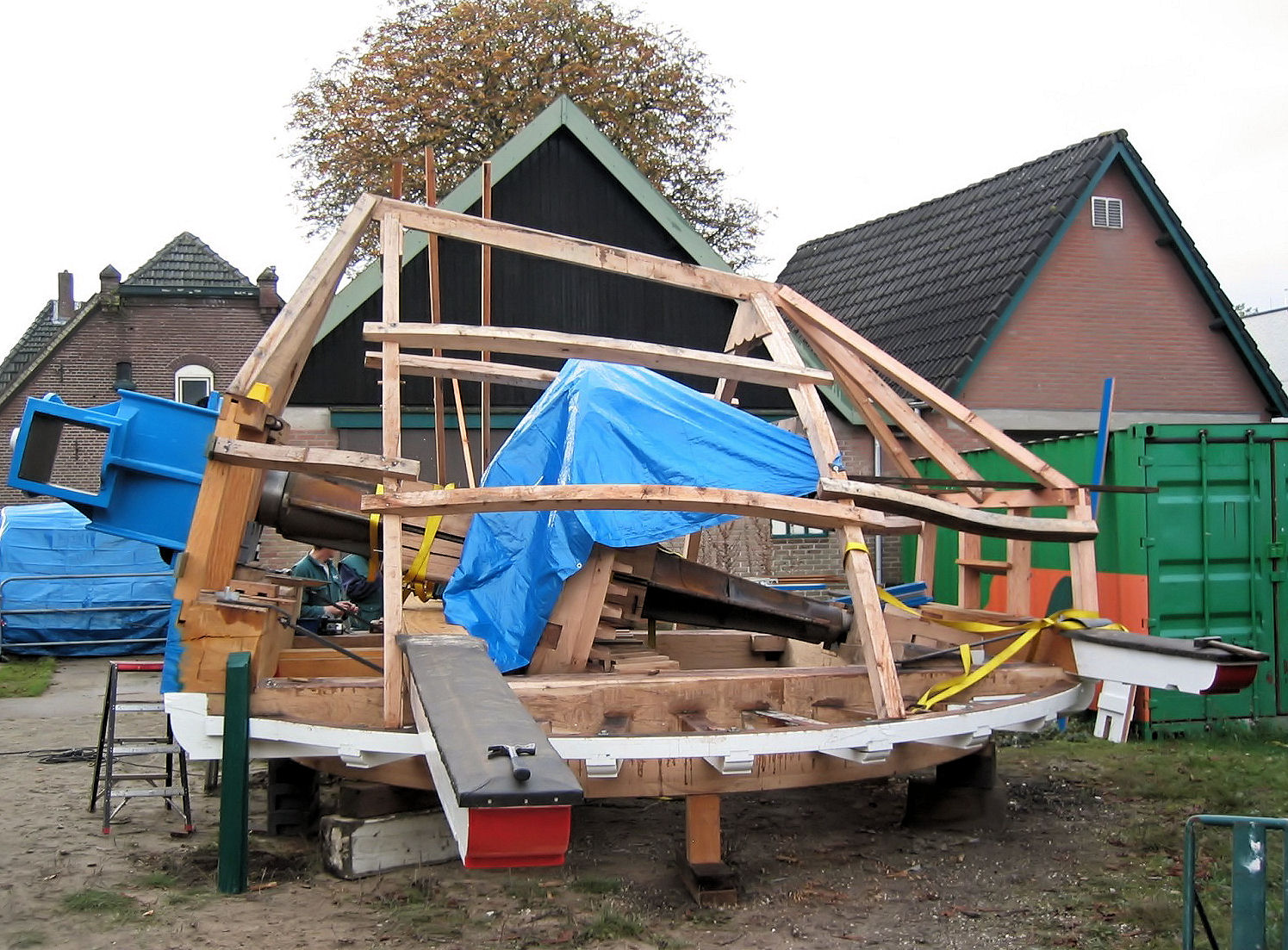
Kapconstructie van de De Koe Ermelo

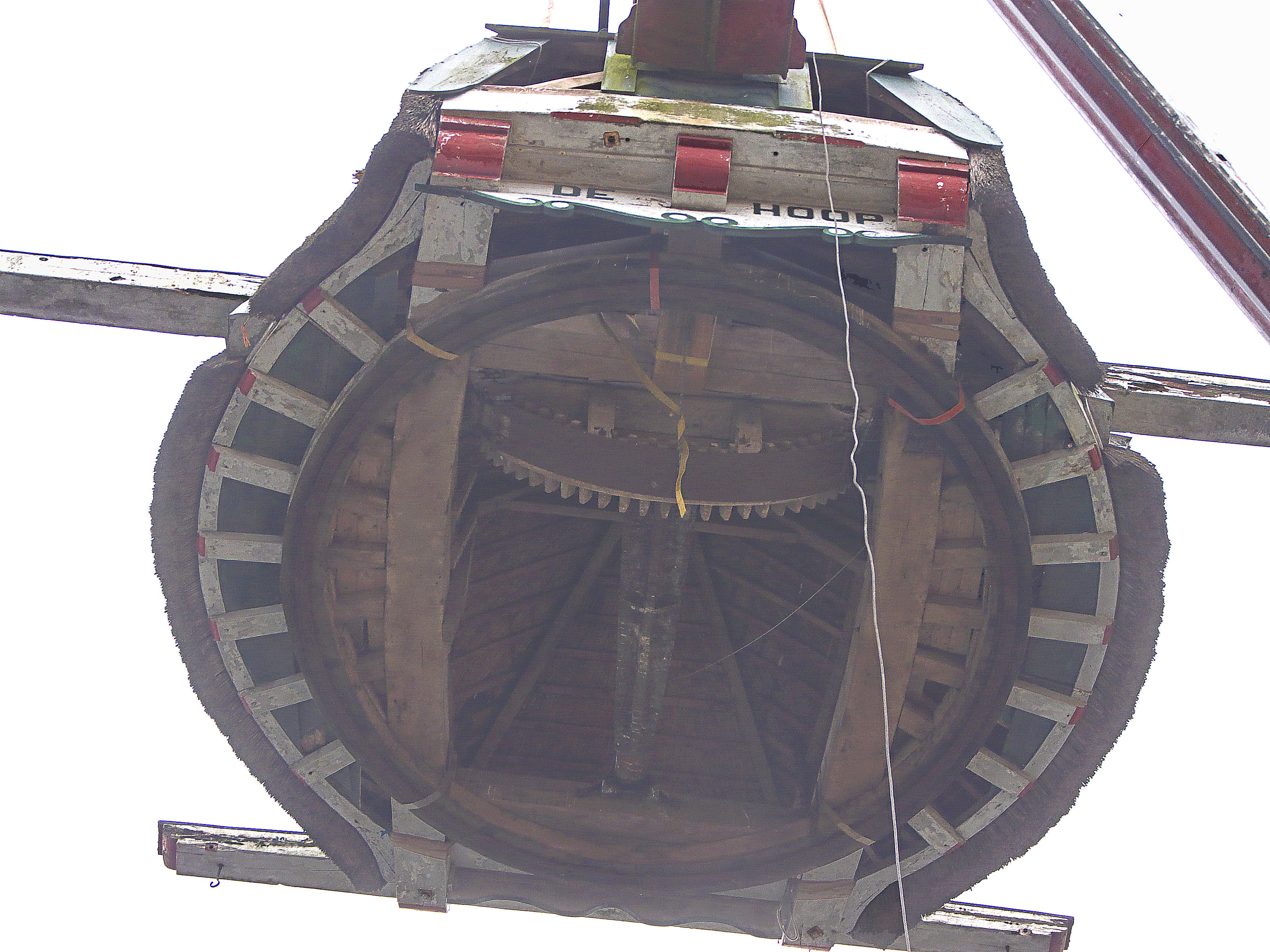
Kap van De Hoop (Oldebroek)

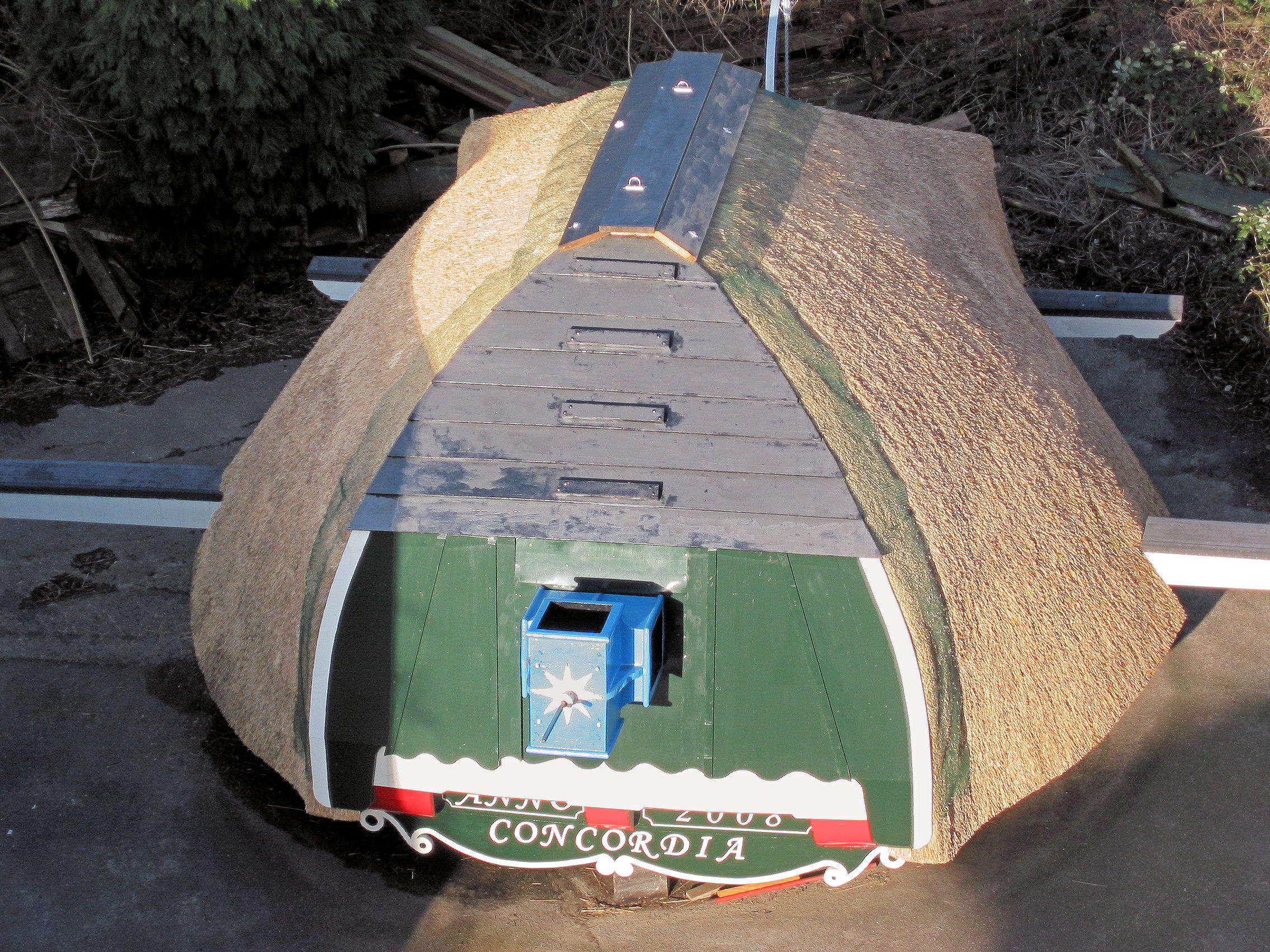
Kap met riet van de Concordia

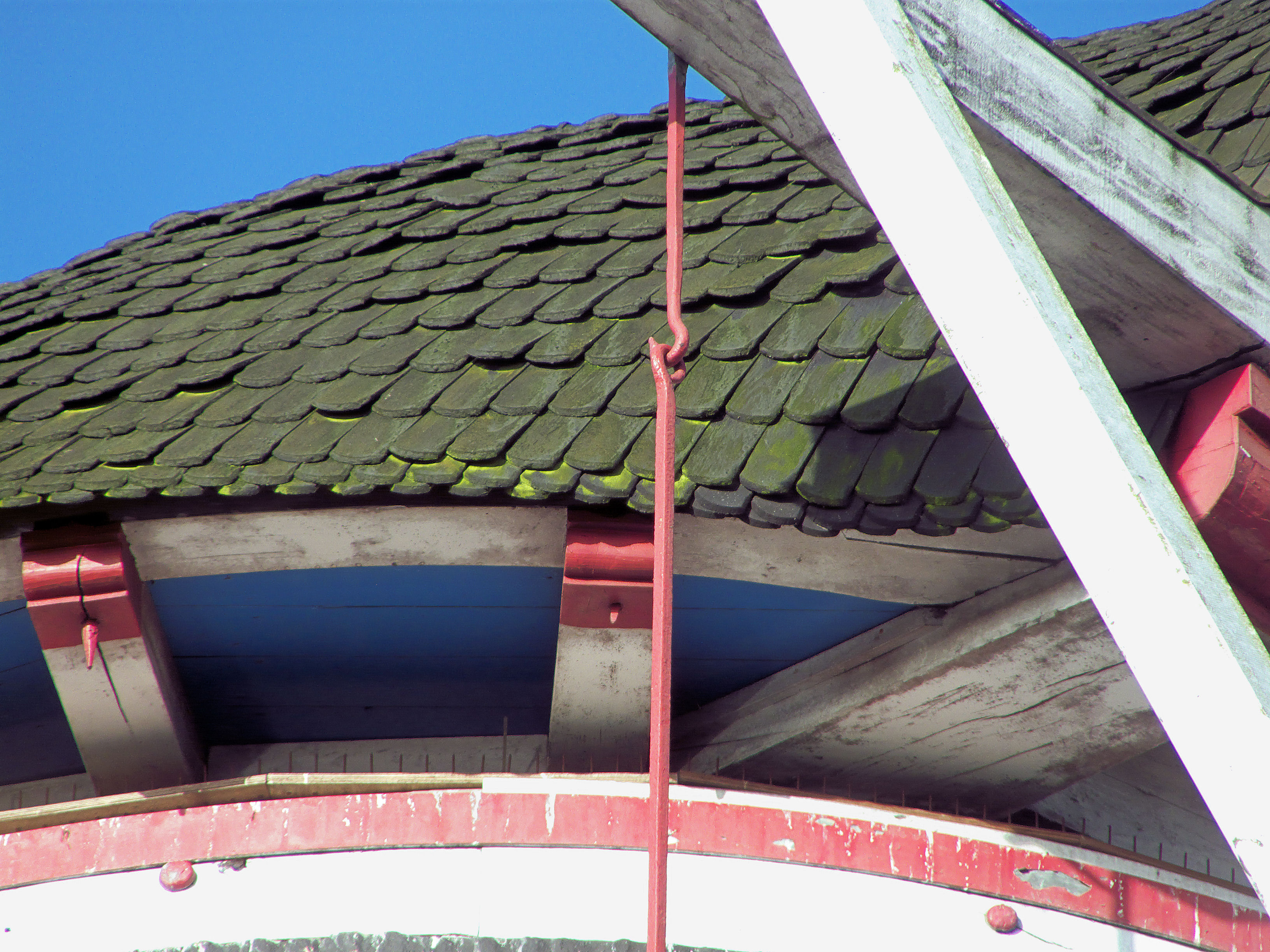
Kap met schaliën van De Kroon

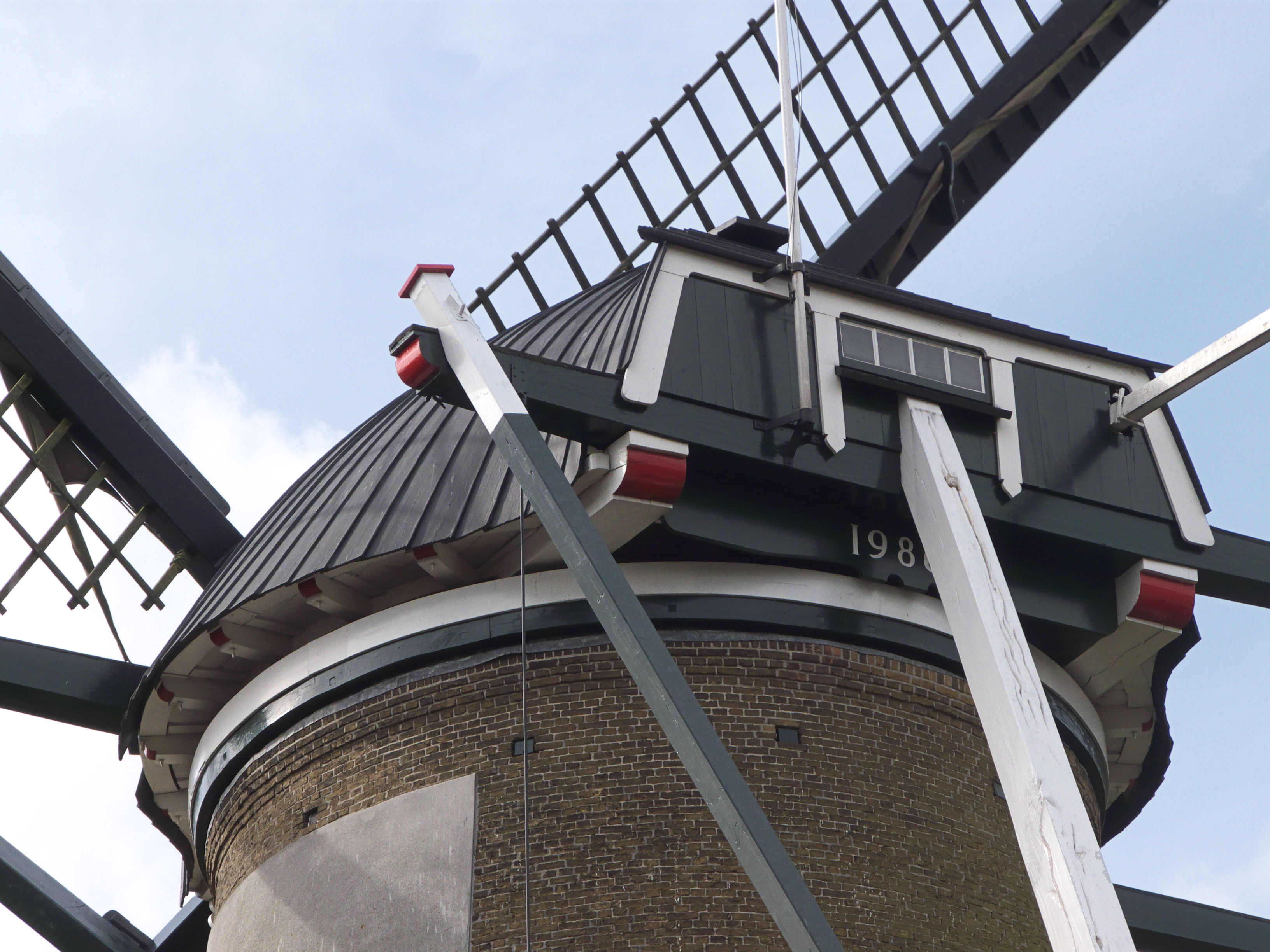
Gepotdekselde kap van molen Oog in 't Zeil

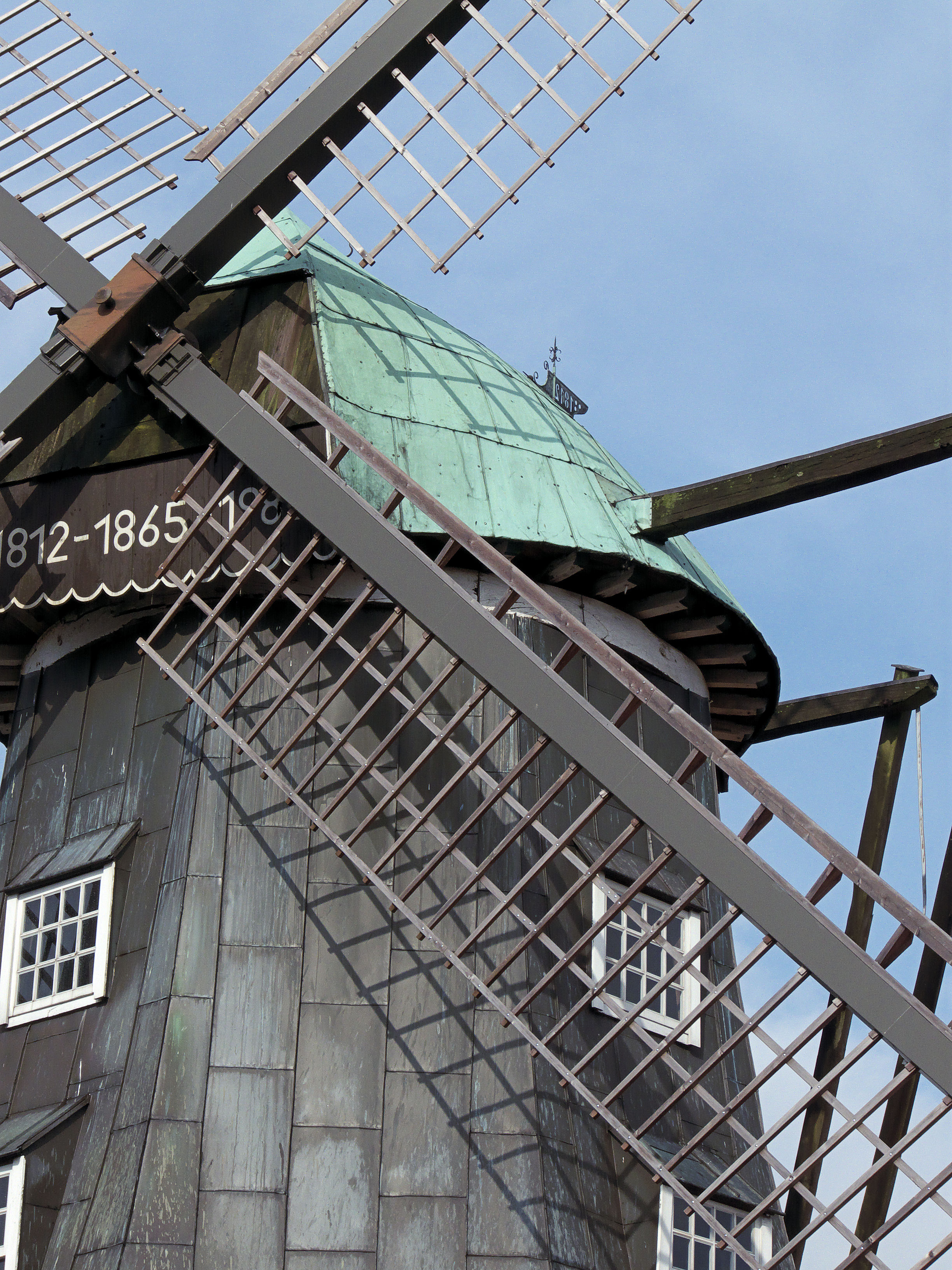
Met koperen platen bedekte kap van de Windmühle Menke, Südlohn, Duitsland

De kap van een bovenkruier ligt los op de romp van de windmolen en kan door het kruiwerk 360 graden draaien. De draaibare kap werd in de 15e eeuw uitgevonden. In de kap ligt de bovenas met het bovenwiel.

## Beschrijving
De bovenkant van de kap is gedekt met Kalenberger riet, schaliën, gepotdekselde planken, koperen platen of bestaat uit hout met dakleer. Alleen dit inlandse riet is geschikt als kapbedekking vanwege de fijnheid, waardoor het zeer duurzaam is. Ook is dit riet naar de top toe spits. Het riet wordt vastgezet met touw, omdat ijzerdraad te glad is en het riet er daardoor tussen uit kan glijden en ook omdat door de zuren uit het riet ijzerdraad te sterk aangetast wordt.
De voorkant van de kap wordt het voorkeuvelens genoemd en de achterkant het achterkeuvelens. De driehoekige bovenkant boven het achterkeuvelens wordt het wolfsdak genoemd. De driehoekige voorkant van de kap boven de askop is gepotdekseld en dit deel heet het stormschild. Onder de askop zit de windpeluw met het steenbord of de steenbeugel en daaronder de baard. Op de windpeluw ligt het steenbed. De baard beschermt het kruiwerk onder de windpeluw tegen weersinvloeden. Aan weerskanten van de askop zitten de uitneembare storm- of windluiken van waaruit men bij de askop kan komen. Naast de stormluiken zitten de zwaarden. De bovenas ligt met de hals op het halslager dat ondersteund wordt door het steenbed. Aan weerszijden van de hals zitten de weer- en keerstijl. Op de keerstijl zit de wrijfklamp, waardoor de as tijdens het vangen niet naar rechts kan rollen.
De zwaarste balk is de windpeluw waar 70 tot 80% van het gewicht van de bovenas met het wiekenkruis op rust. De windpeluw ligt op het rechter- en linkervoeghout, die over de gehele lengte van de kap lopen. Aan de andere kant van de voeghouten ligt de korte spruit, die tevens deel uitmaakt van de staart van de molen. De achterkant van de bovenas rust op de pensteen in de penbalk. Tussen de penbalk en de korte spruit zit vaak ter versteviging voor de door de bovenas uitgeoefende achterwaartse druk nog een extra balk, de broekbalk. Ook kunnen twee, korte balken in de lengterichting liggen en vormen dan zo het broekstuk. De windpeluw wordt ook nog ondersteund door de steunder of burgemeester, die verbonden is aan de onderkant van de steunderbalk of lange spruit. Er is echter ook een theorie die ervan uitgaat dat de steunder niet ondersteunt maar, omdat de voeghouten bij het bovenwiel naar buiten krommen, de steunder voorkomt dat de kap voorover gaat dompen. Bij grote kappen liggen naast de burgemeester ook nog twee wethouders. Ook komen er twee burgemeesters voor. Voor of achter het bovenwiel ligt de lange spruit, die een deel van de staart is. Op de plaats van de ijzerbalk of steunderbalk kan de lange spruit ook zitten. Ook komt het voor dat de lange spruit boven op de ijzerbalk ligt.
Onder het rechter- en linkervoeghout loopt de overring door, die deel van het kruiwerk uitmaakt. De kap rust op de overring. De spantring is met de overring verbonden door roosterhouten. Op de spantring rusten de twee kapspanten en daartussen zitten de gordingen met bij een rietenkap ook nog de rietregels (rietsporen) en rietlatten (rinkellatten). De roosterhouten zitten in de voeghouten met een pengatverbinding, lopen over de overring heen en zitten vast onder de spantring.

## Windpeluw
In het midden van de windpeluw ligt het steenbed met de halssteen waar de hals van de bovenas op ligt. Omdat de bovenas iets achteroverligt wil de halssteen naar voren kantelen. Om dit te voorkomen is aan de buitenkant het steenbord aangebracht. Tegen het kantelen van de windpeluw zitten een beide uiteinden zwanenijzers, die verbonden zijn met de voeghouten.

## IJzerbalk
De ijzerbalk zit in het midden van de kap. In de ijzerbalk zit het taplager van de koningsspil. Op de plaats van een ijzerbalk kan ook de lange spruit liggen. Bij een aanwezige ijzerbalk ligt de lange spruit meestal achter het bovenwiel, maar kan soms ook boven op de ijzerbalk liggen. Tussen de ijzerbalk en de penbalk zitten twee poortstokken, die de door het bovenwiel uitgeoefende achterwaartse druk overbrengen naar de penbalk. De poortstokken worden meestal op spanning gehouden met een kneveltouw.

## Sprenkel
De sprenkel gaat het doorbuigen van het voeghout tegen. Ter hoogte van het bovenwiel staat een rechtopstaande balk waar van de bovenkant af aan weerszijden een ijzeren staaf met spanwartel naar de uiteinden van het voeghout loopt. Met de spanwartels wordt het geheel op spanning gebracht.

## Slagstuk
Het slagstuk is een versterking en verstijving van de overring. Op de plaats van de windpeluw is het slagstuk het dikst. Het slagstuk loopt verder door onder de roosterhouten en wordt daar naar achteren toe geleidelijk dunner. Onder het windpeluwgedeelte is het slagstuk 7 - 14 cm dik en het loopt uit tot 2 - 4 cm. Het slagstuk werd op bijna alle Zuid-Hollandse molens toegepast.

## Fotogalerij

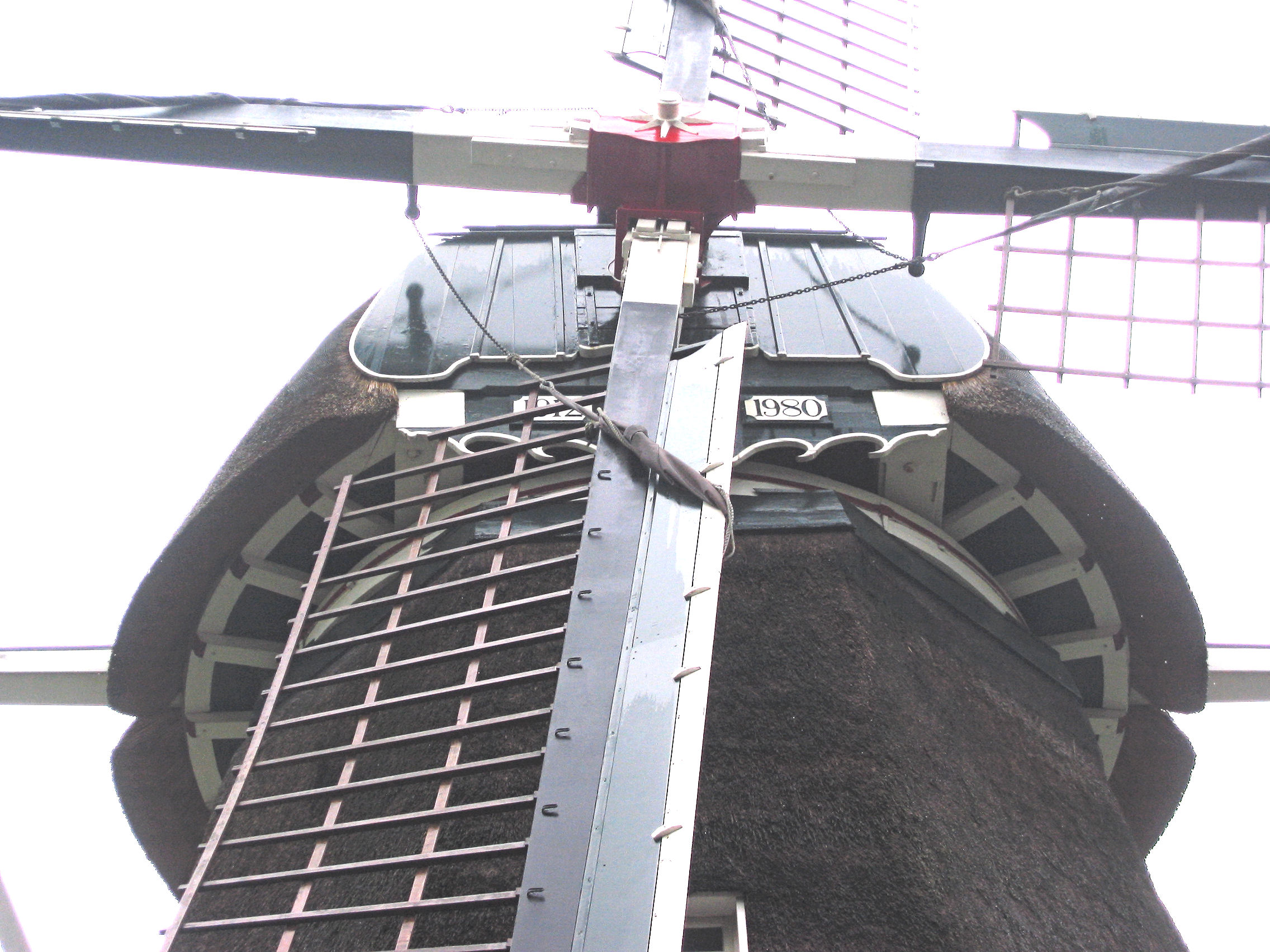
Voorkeuvelens met wiekenkruis en daaronder de baard met jaartallen van de Walderveense molen. Ook het steenbord is zichtbaar achter de wiek.
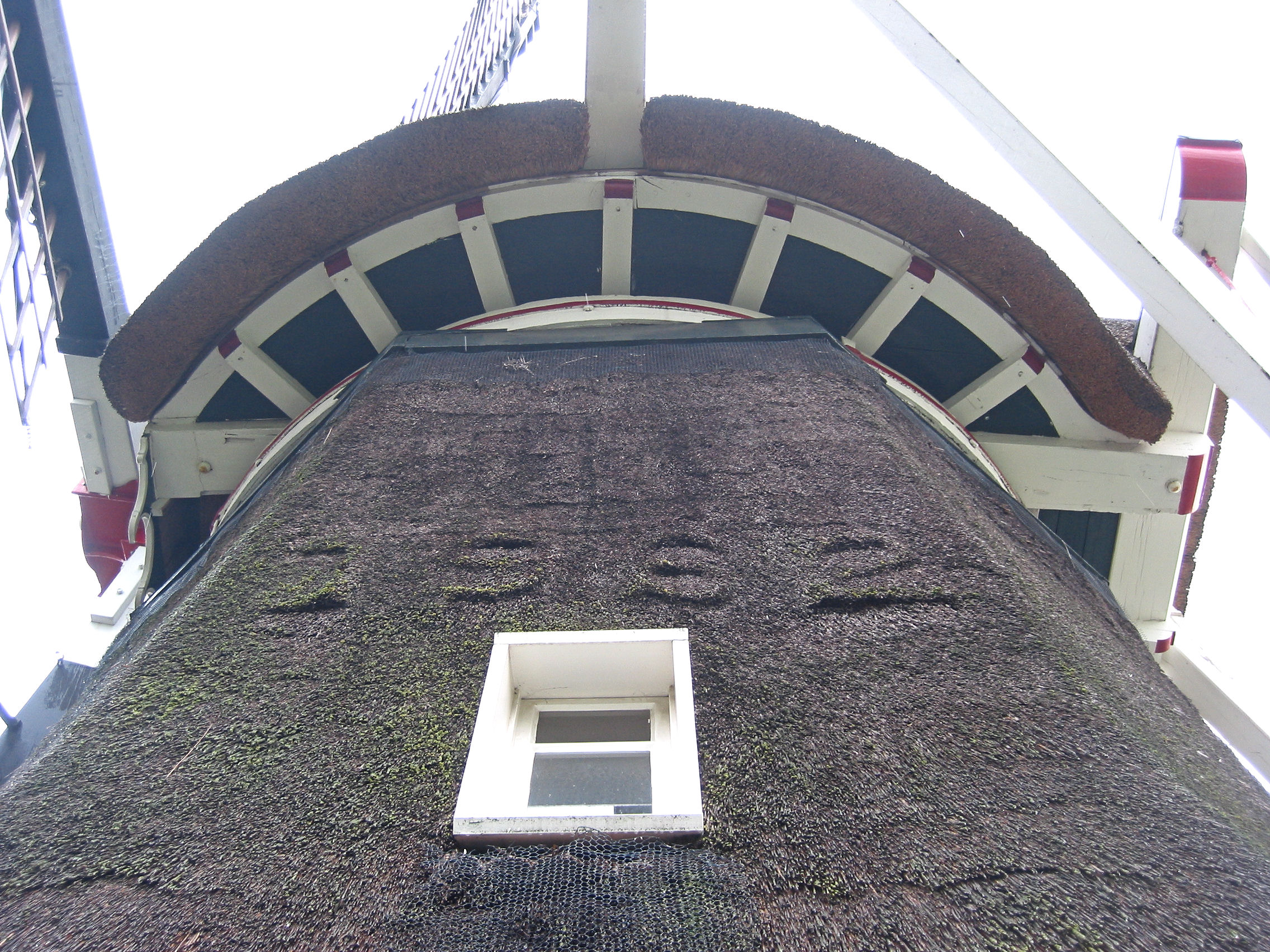
Spantring met roosterhouten van de Walderveense molen. Ook de overring is nog net zichtbaar. In het midden steekt de lange spruit uit de kap.
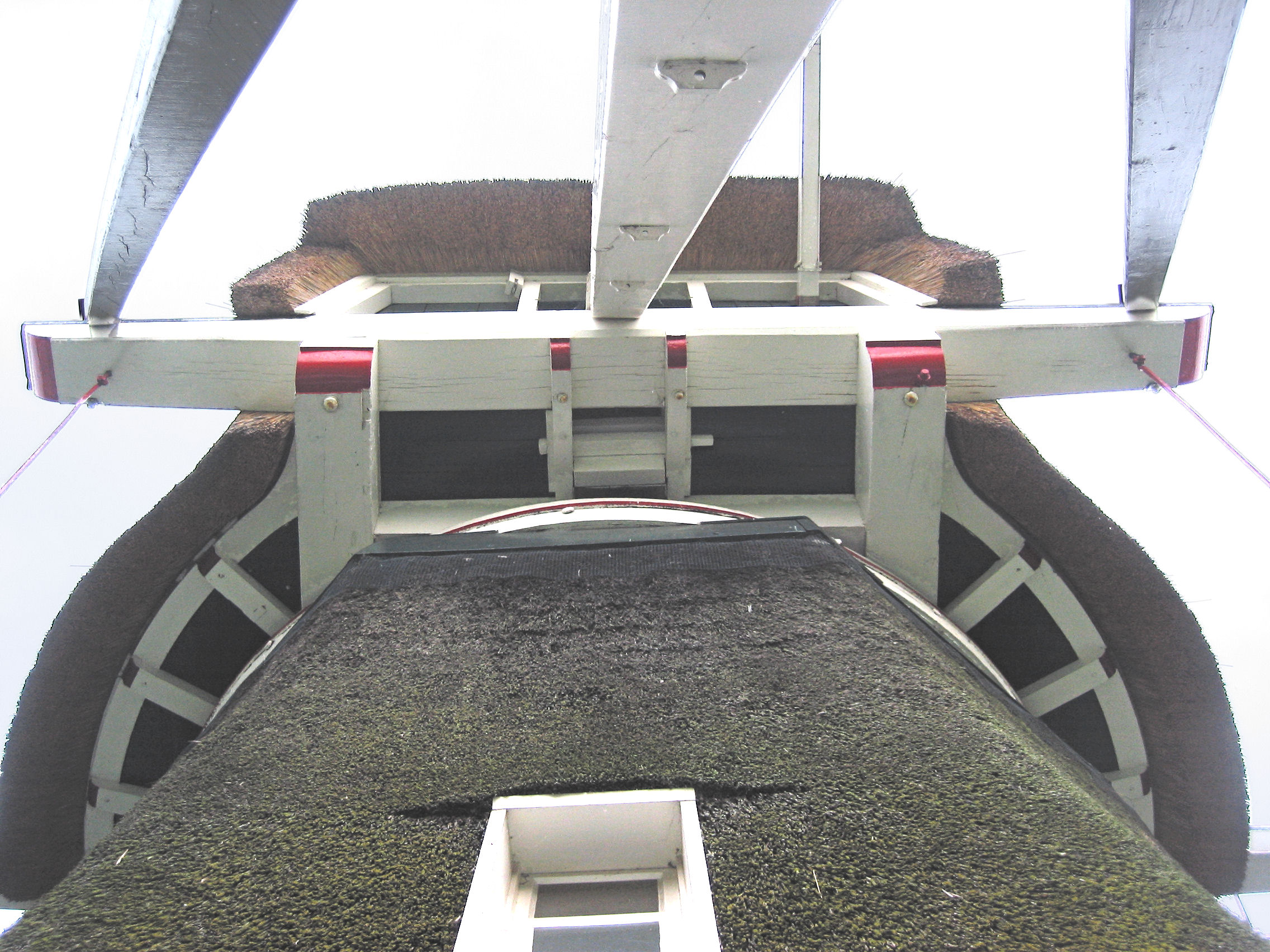
Achterkeuvelens met korte spruit en broekstuk van de Walderveense molen
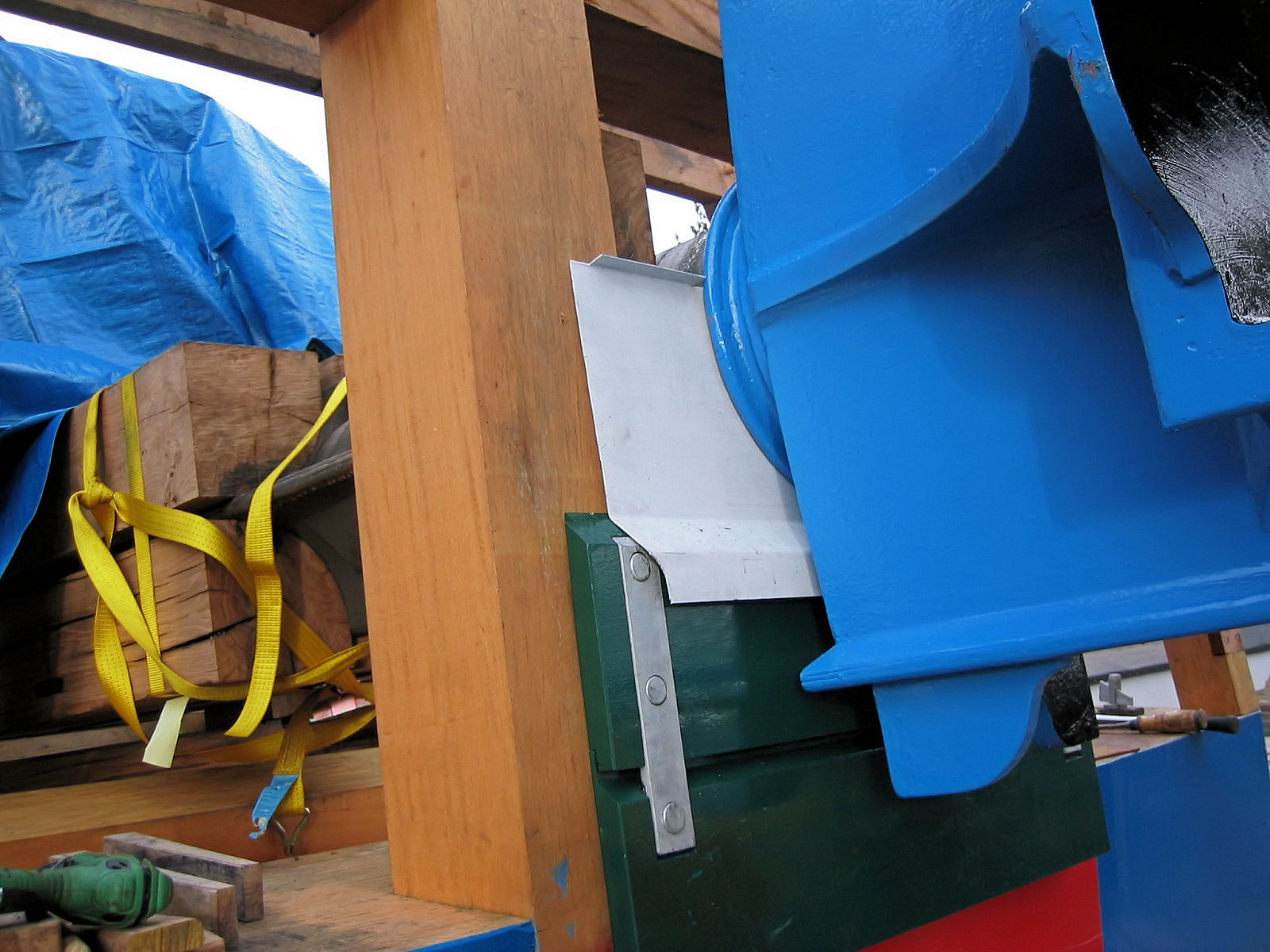
Steenbord met metalen kraag
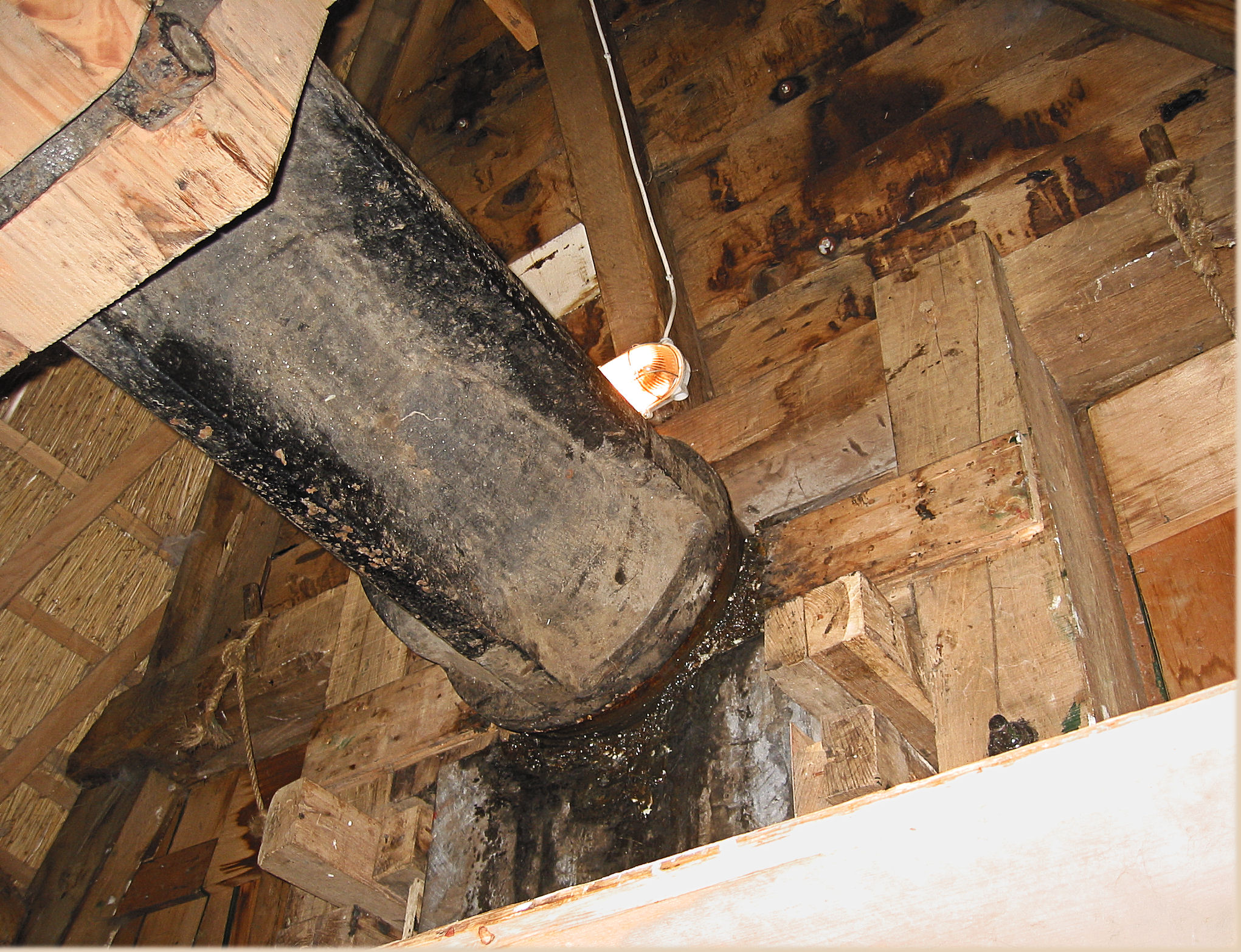
Binnenkant voorkeuvelens met steenbed en halssteen van de De Hoop
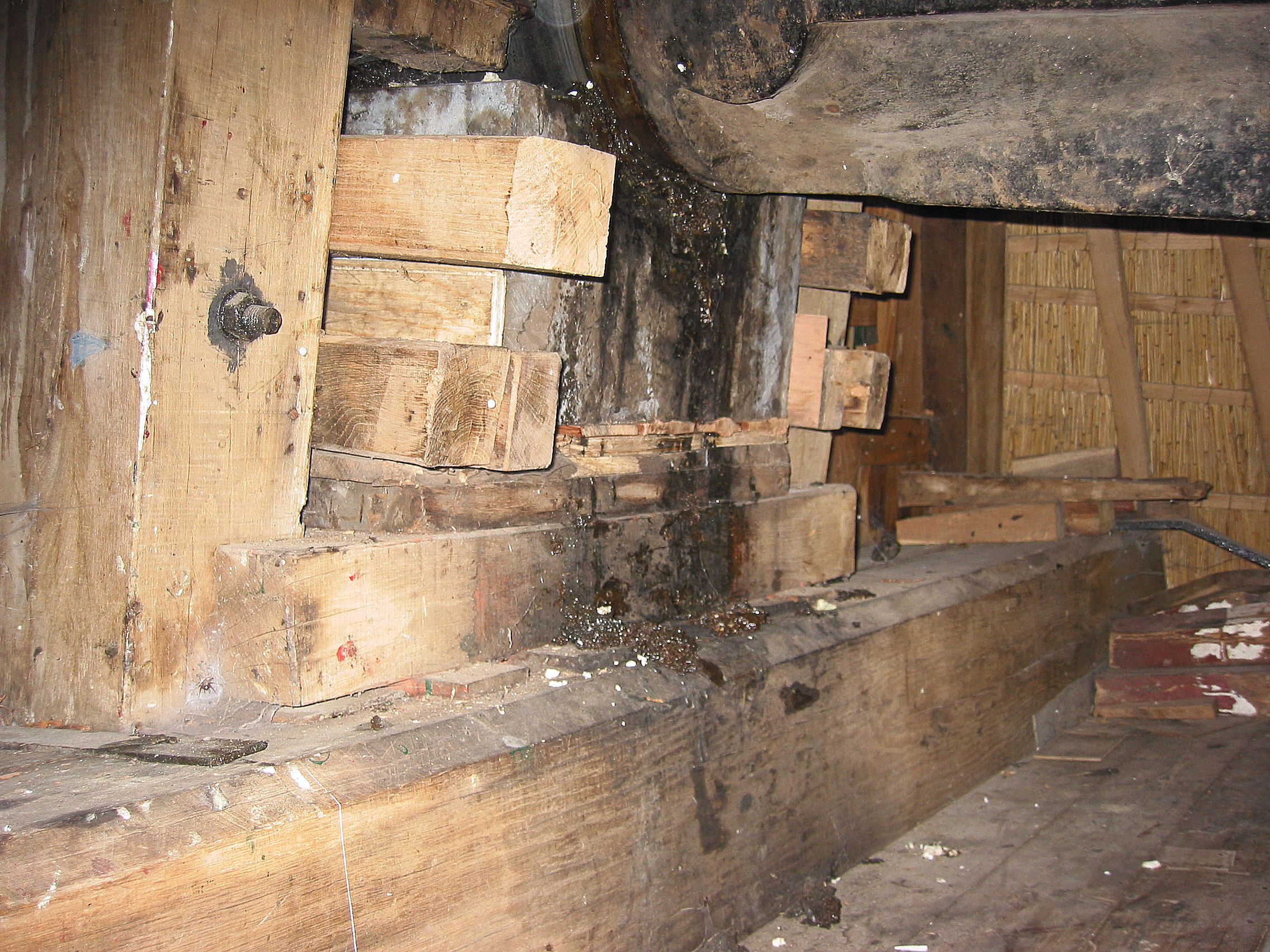
Windpeluw met steenbed en halssteen van de molen De Hoop
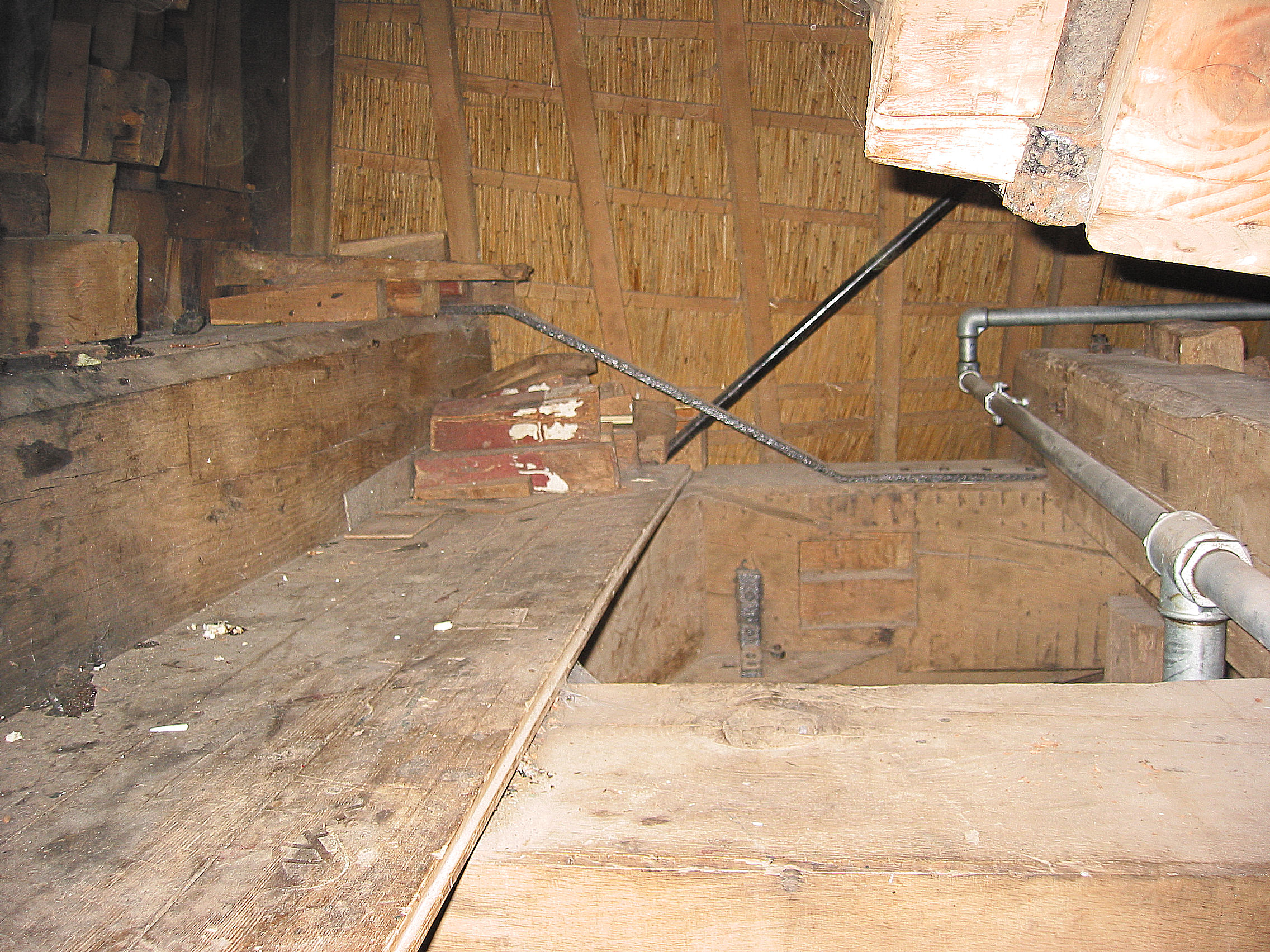
Windpeluw met op de achtergrond de zwanenhals van windpeluw naar rechtervoeghout en op de voorgrond de burgemeester (steunder). Rechts de steunderbalk.
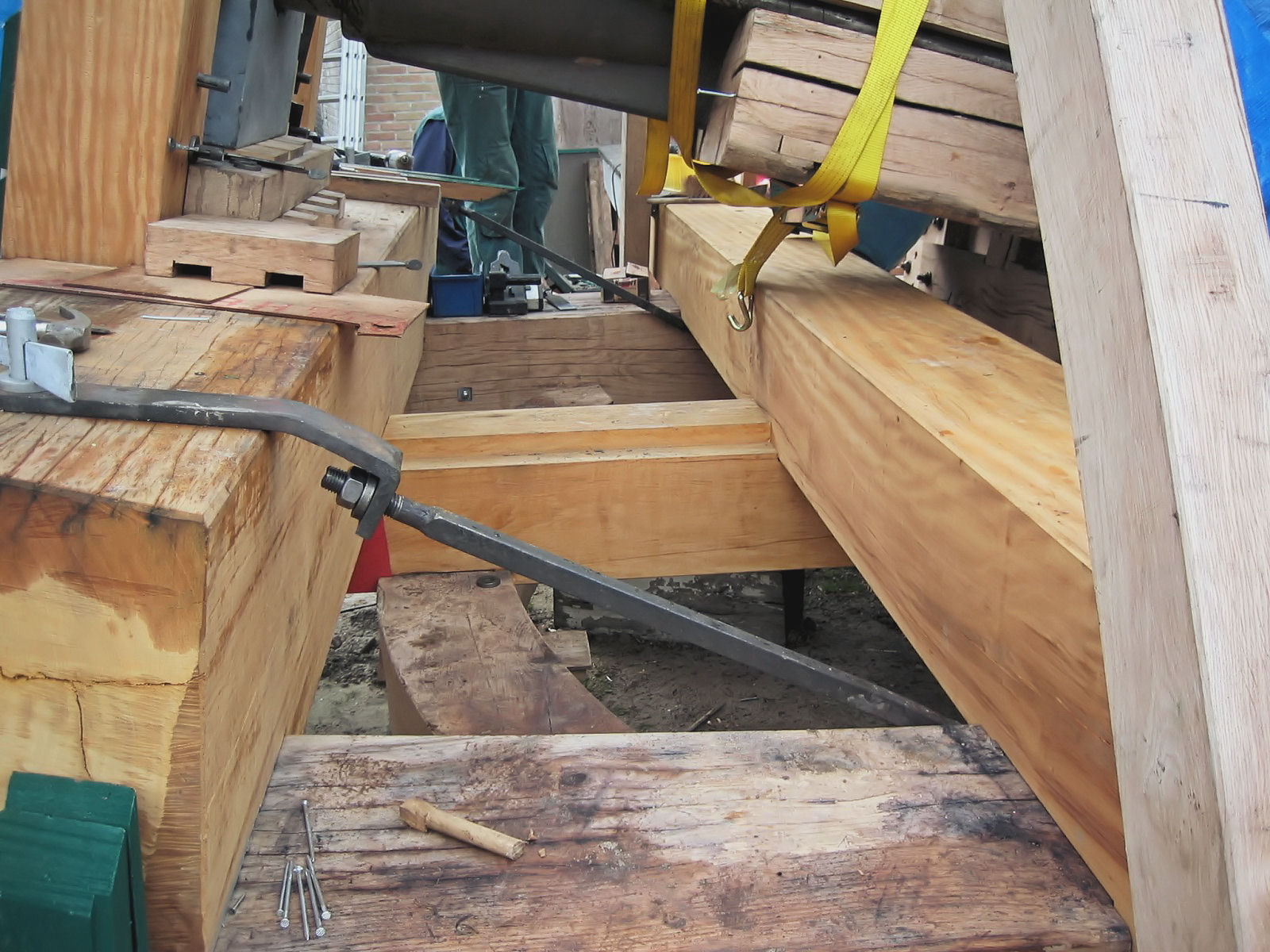
Windpeluw, steunder en lange spruit
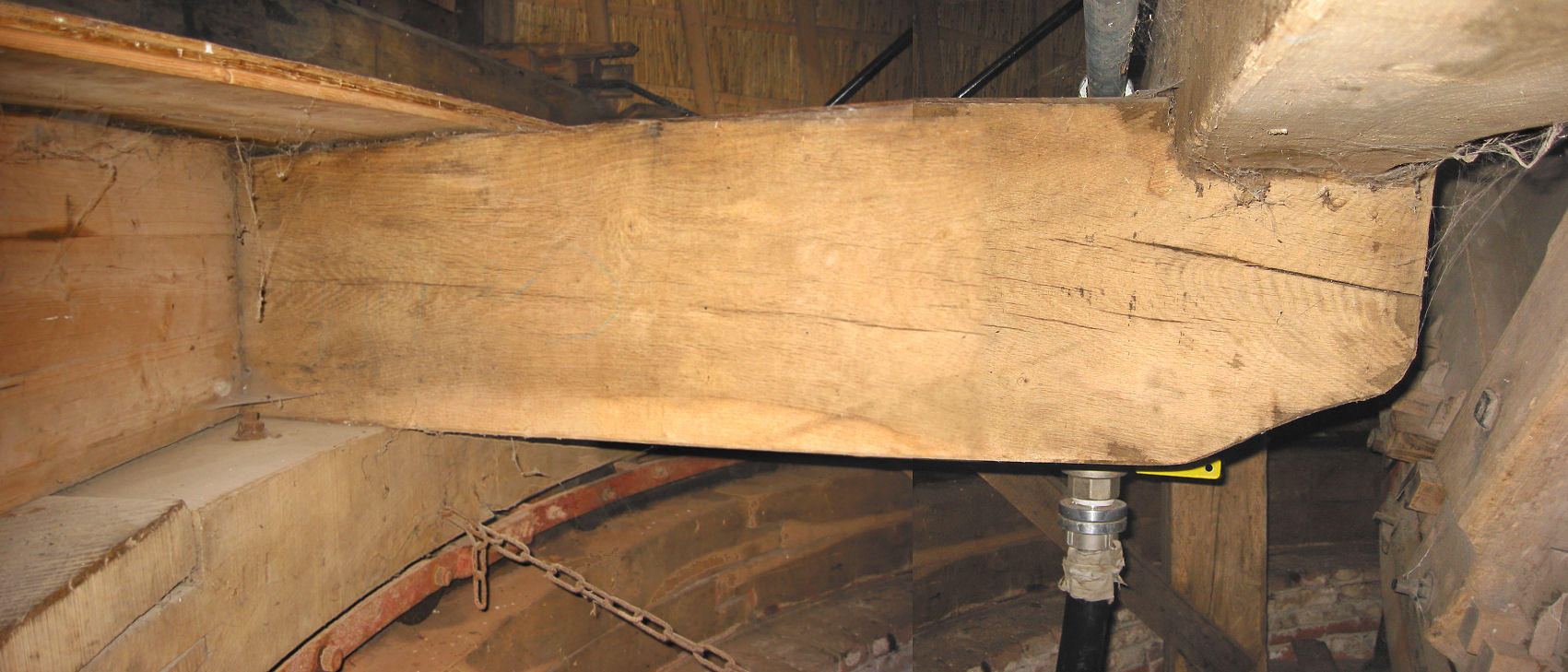
Burgemeester van de De Hoop. Linksonder de overring en rechtsboven de steunderbalk
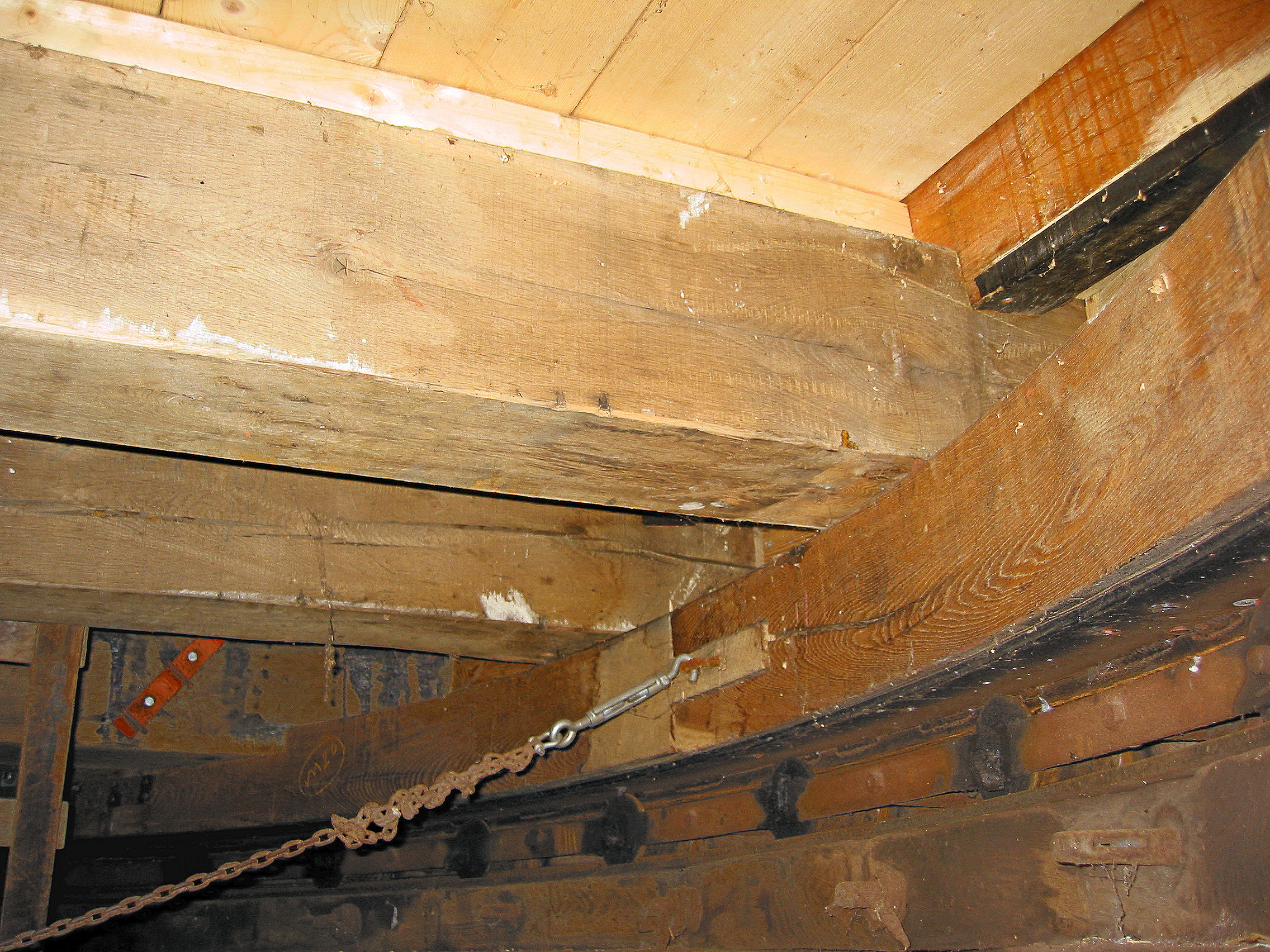
De twee burgemeesters van De Nieuwe Molen
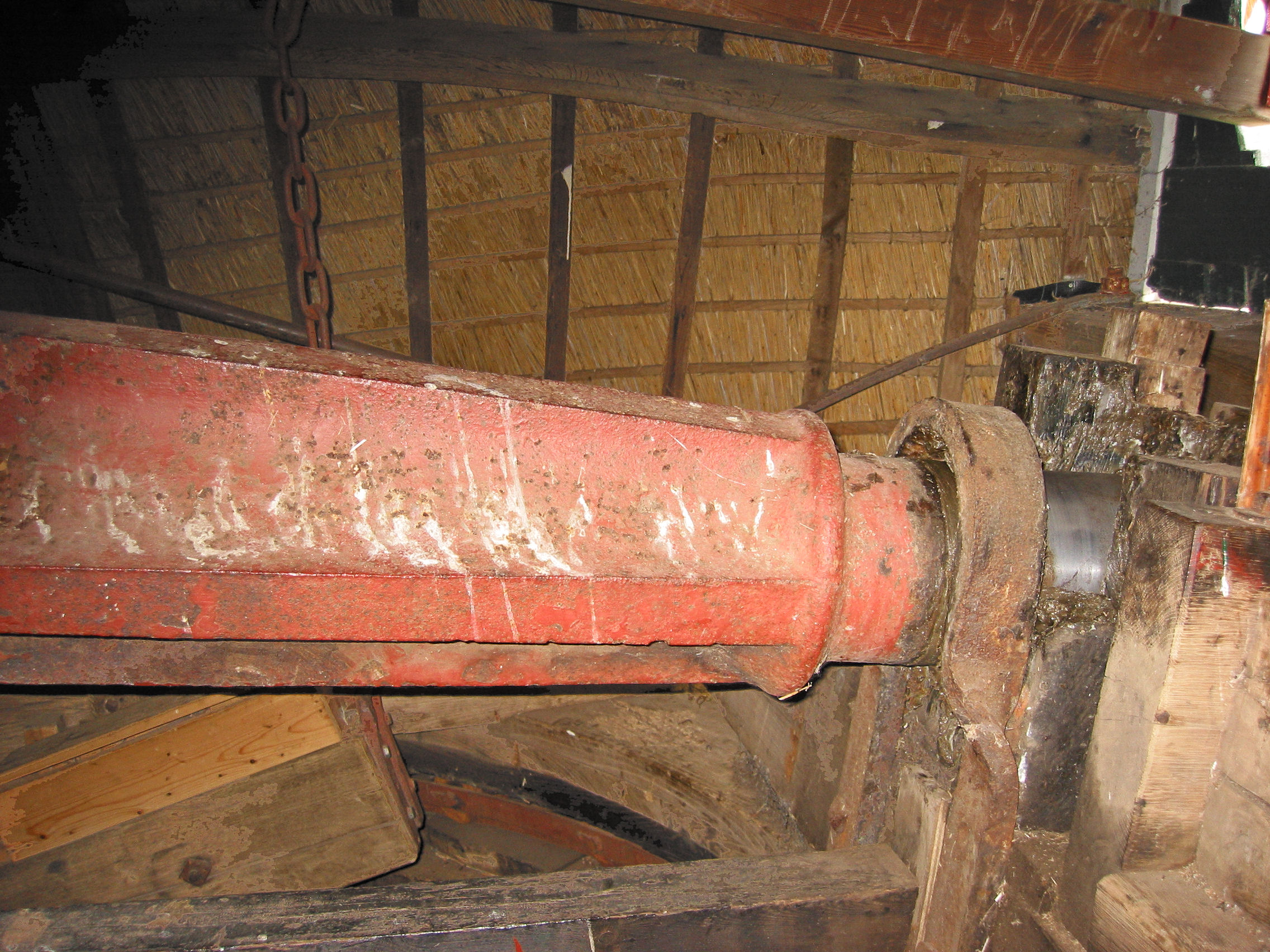
Penlager van de gietijzeren bovenas op de pensteen in de penbalk van de Walderveense molen
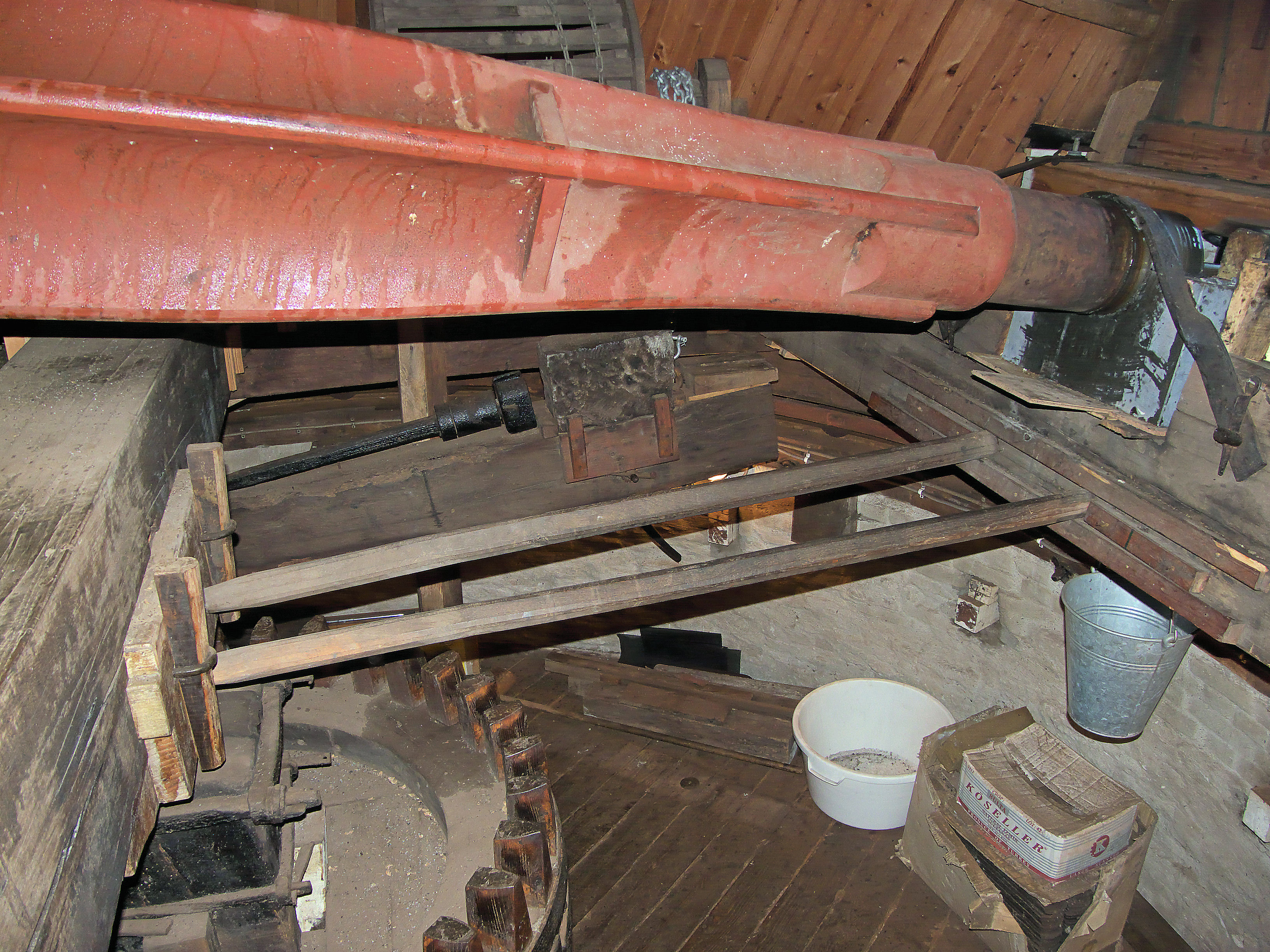
Penbalk en ijzerbalk met poortstokken van de De Kroon
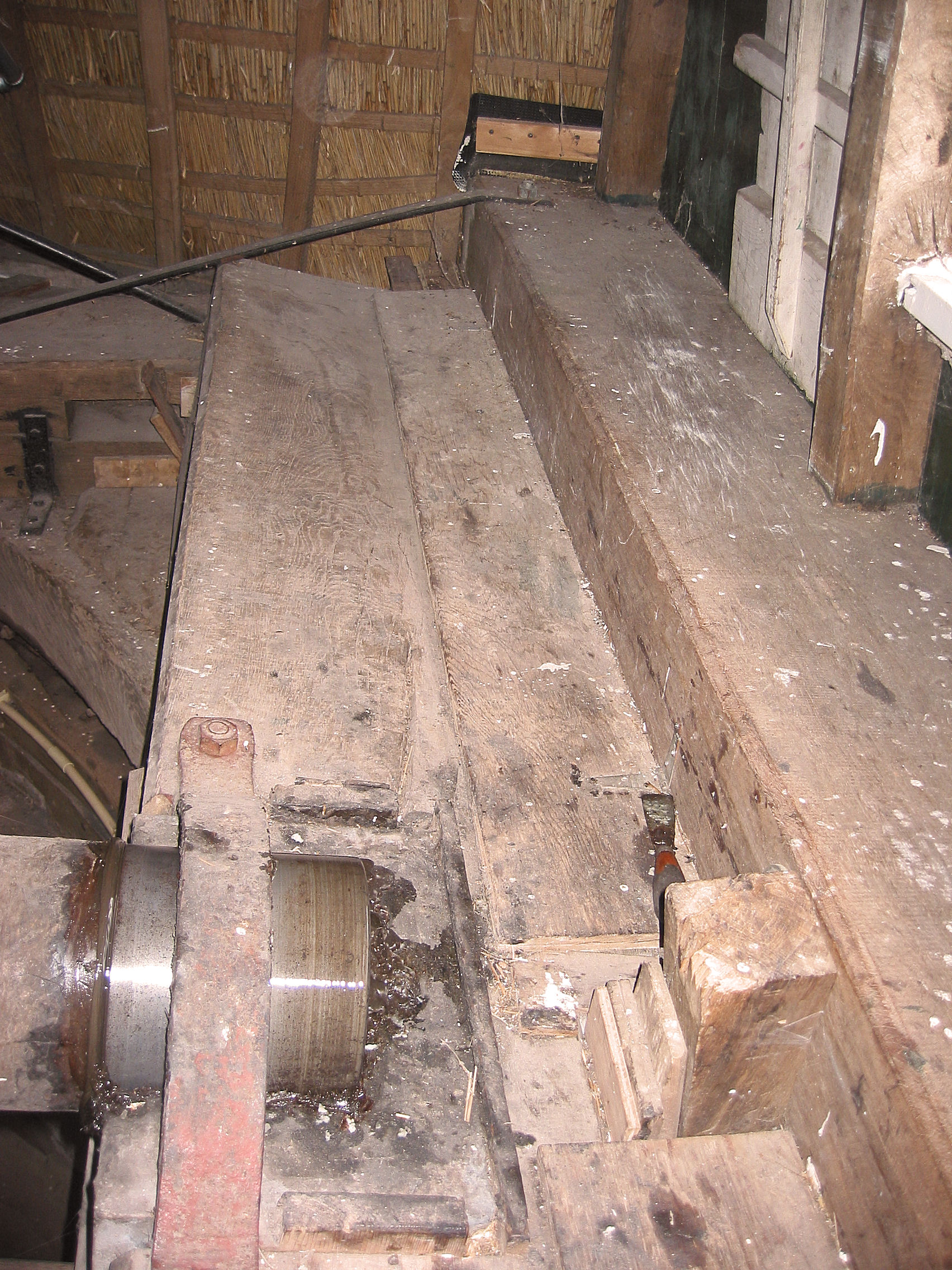
Van links naar rechts: Penbalk, broekstuk en korte spruit van de De Hoop
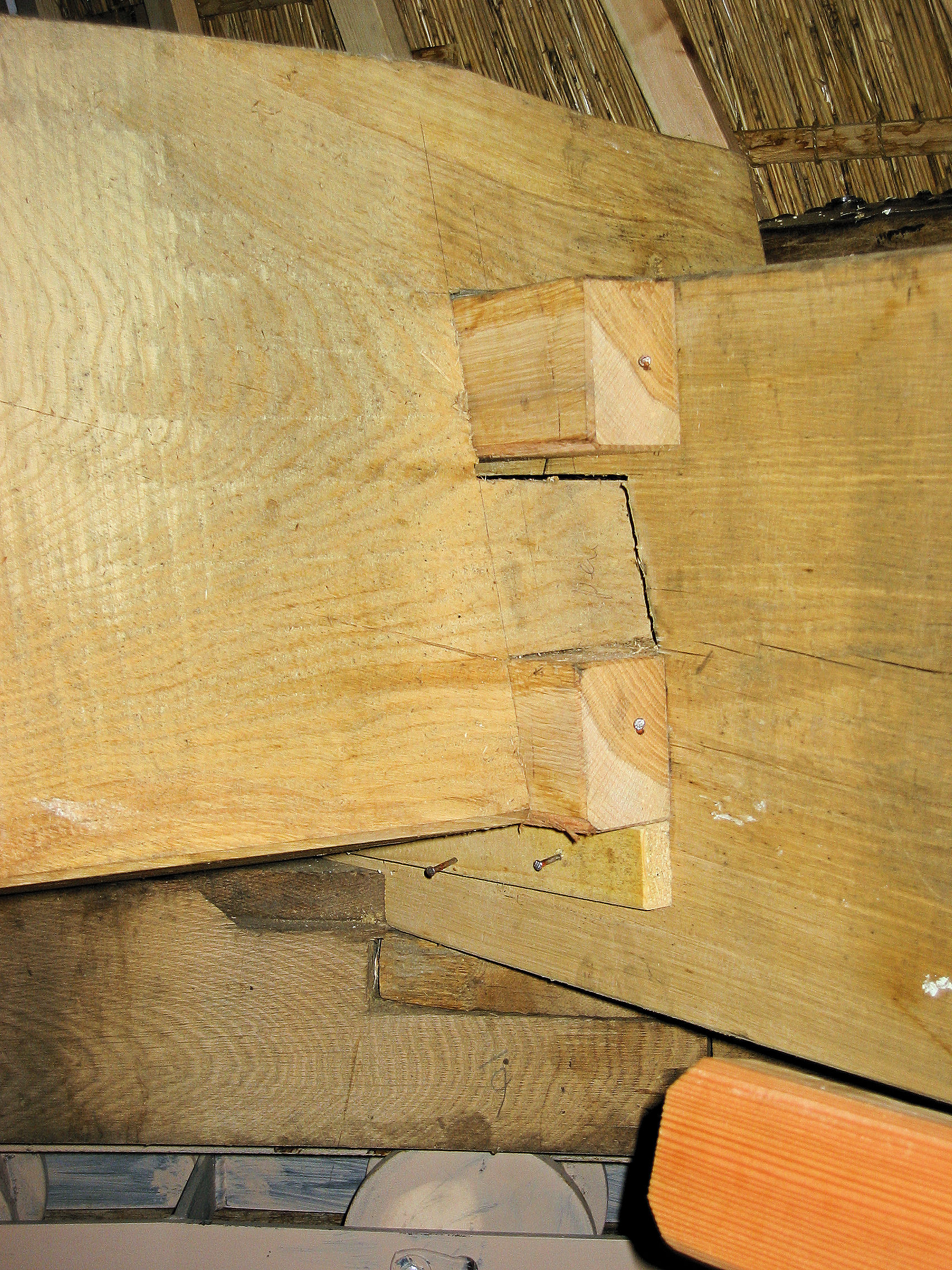
Penbalk verbinding met linker voeghout van de Concordiamolen
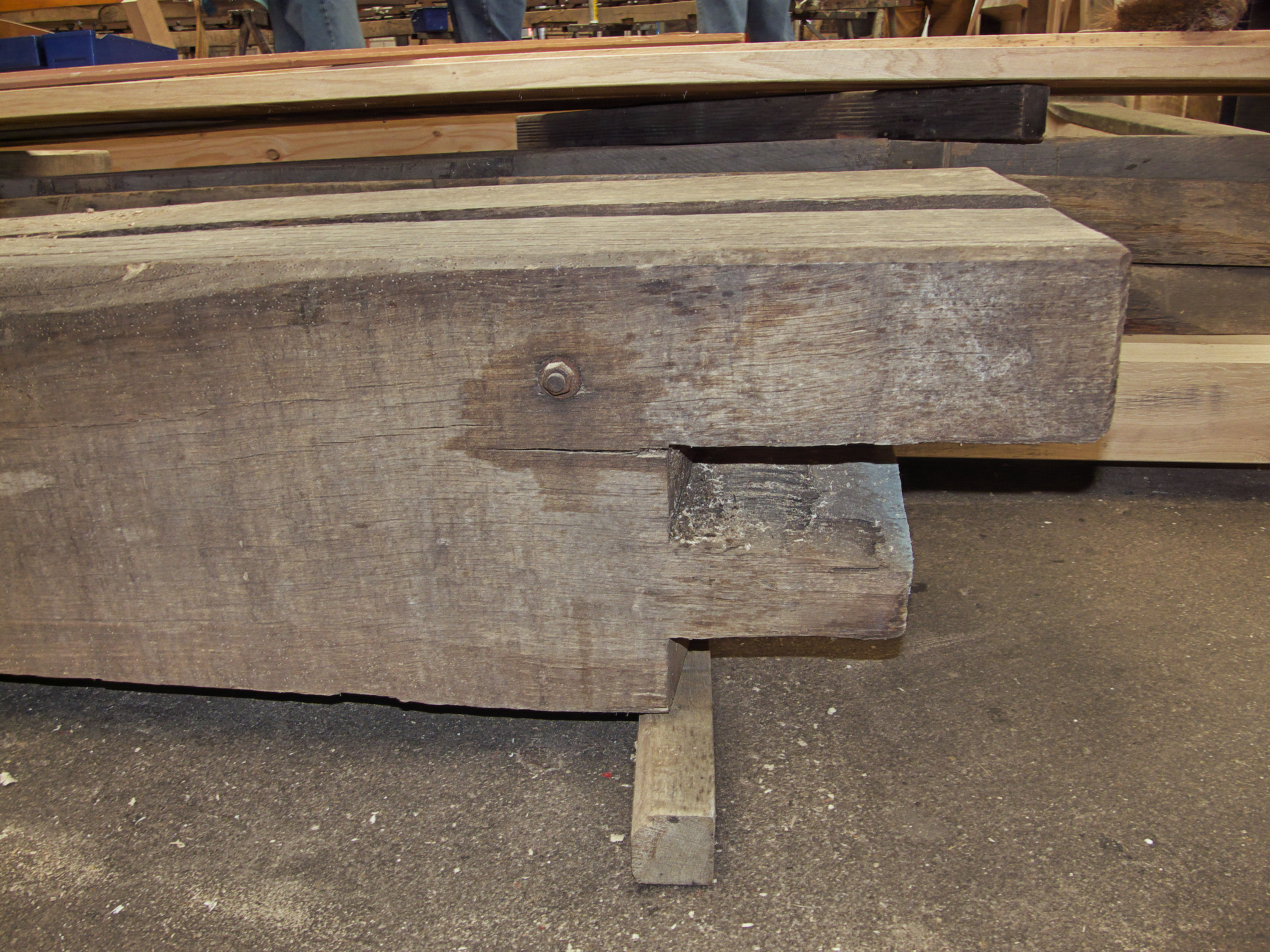
Penbalk
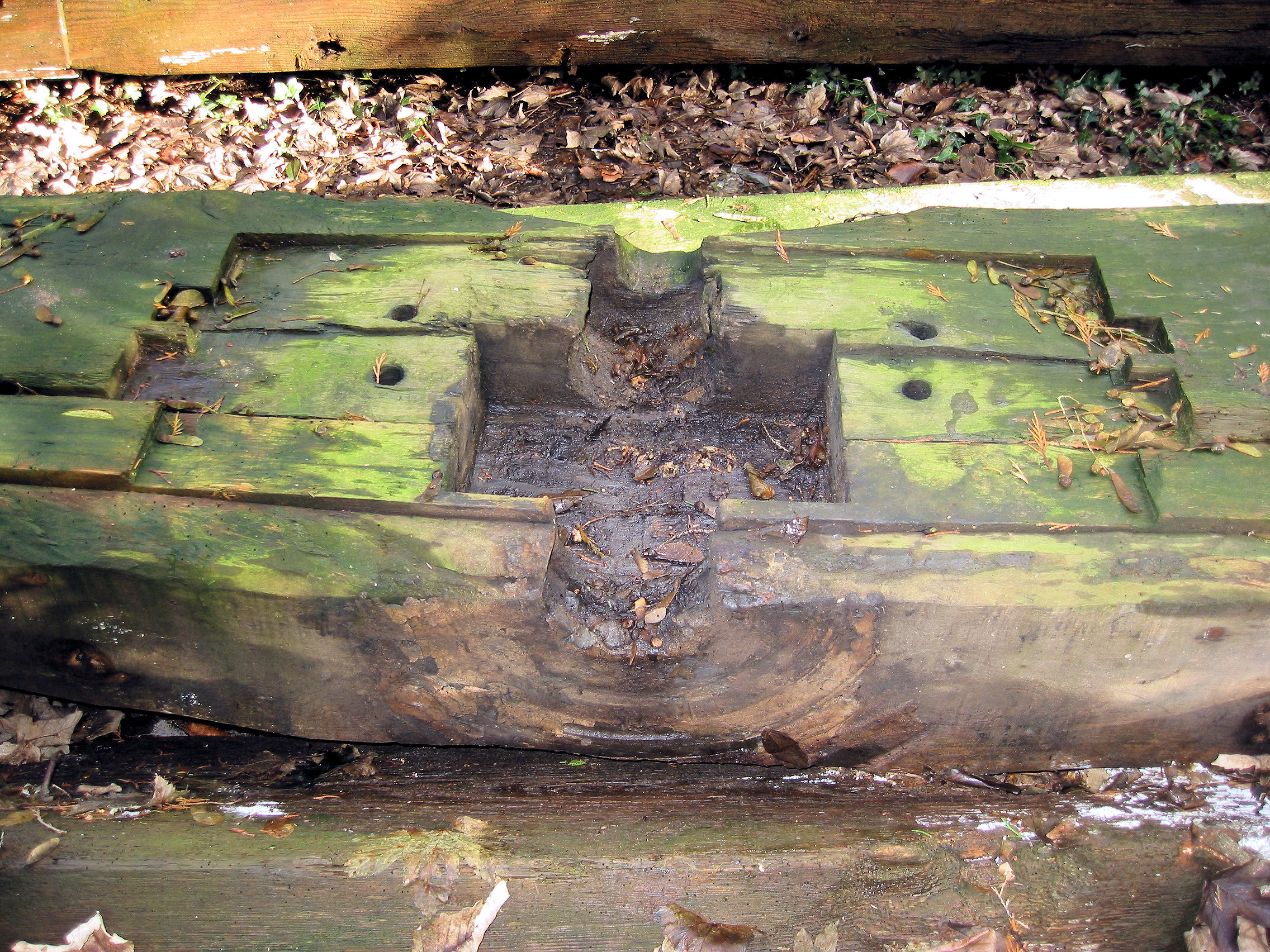
Tapgat voor koningsspil in ijzerbalk
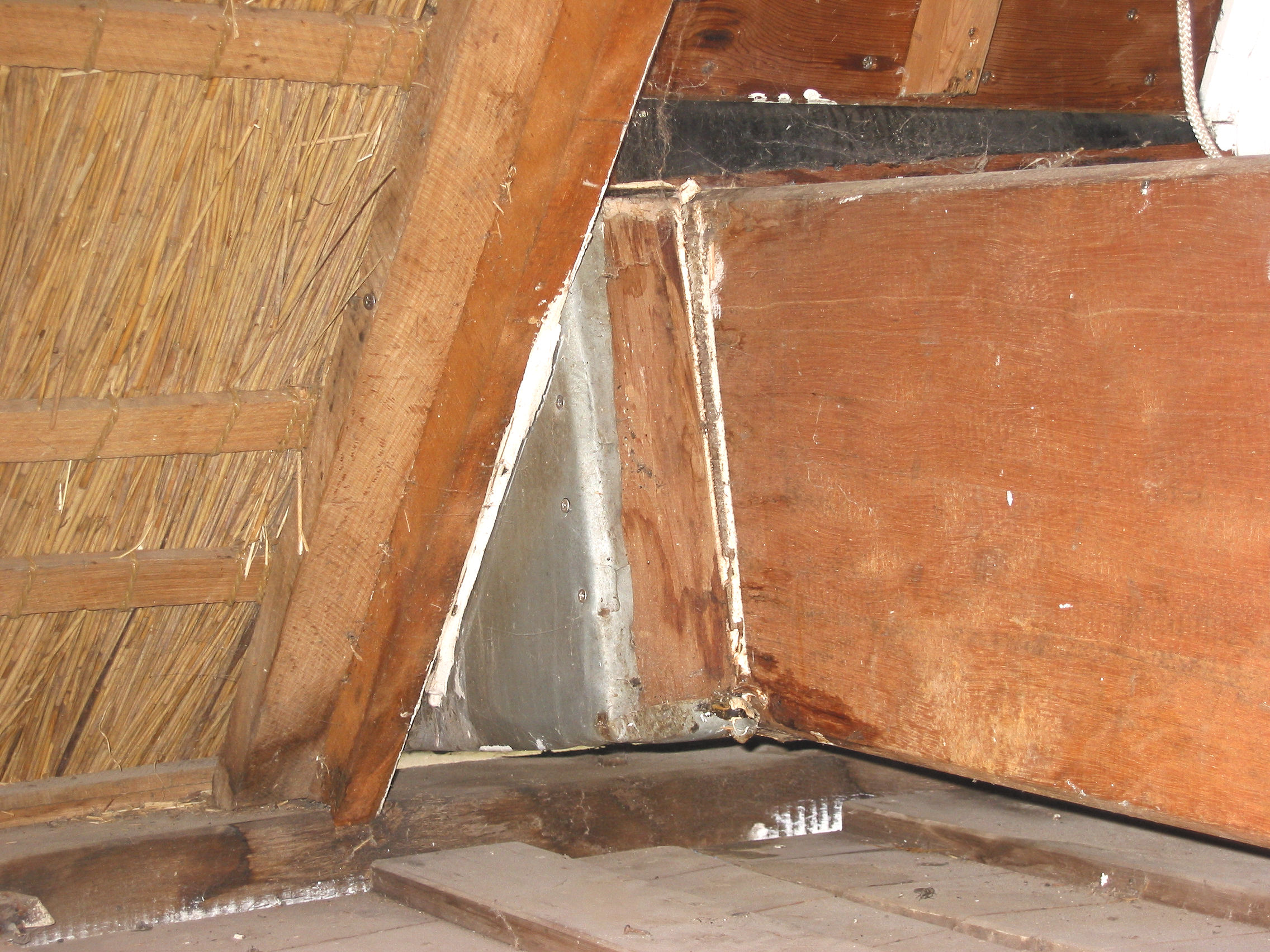
Spant op spantring en lange spruit doorvoer door de kap van de De Hoop
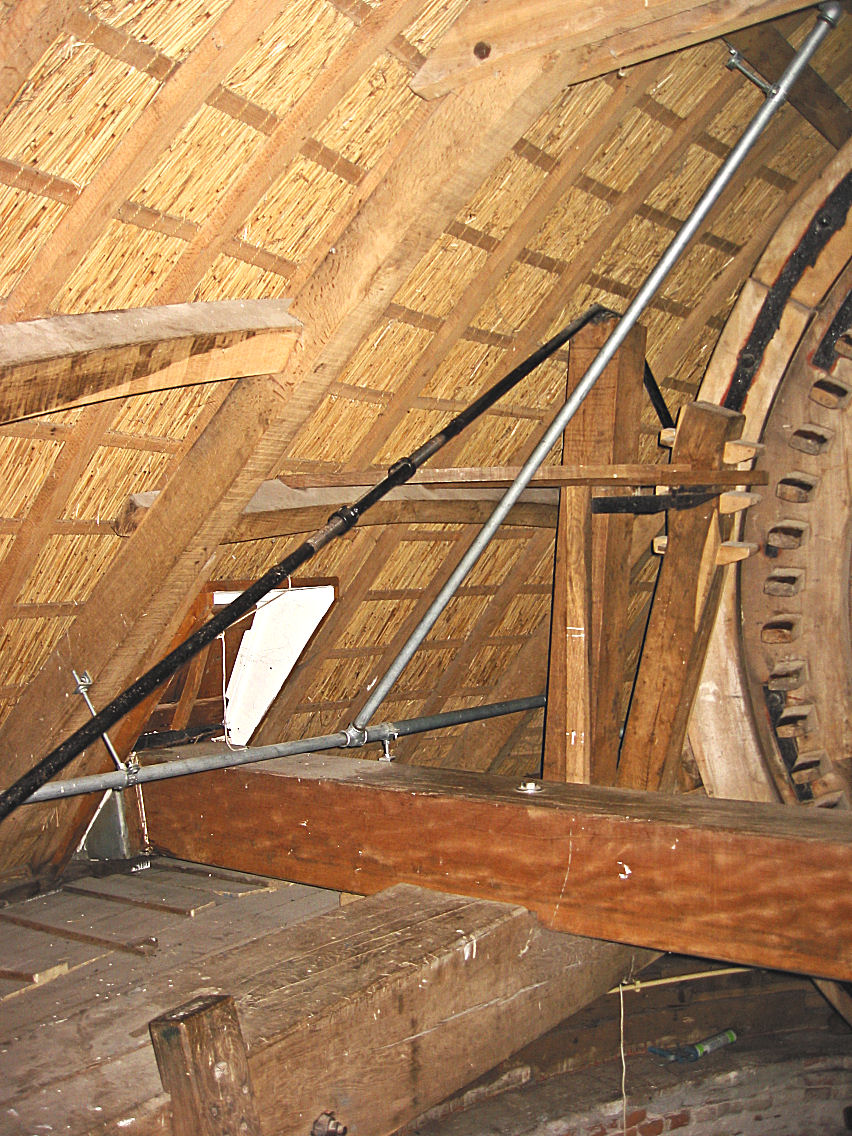
Lange spruit op de plaats van de ijzerbalk van de De Hoop. Tevens is de sprenkel te zien (met zwarte ijzeren staven).
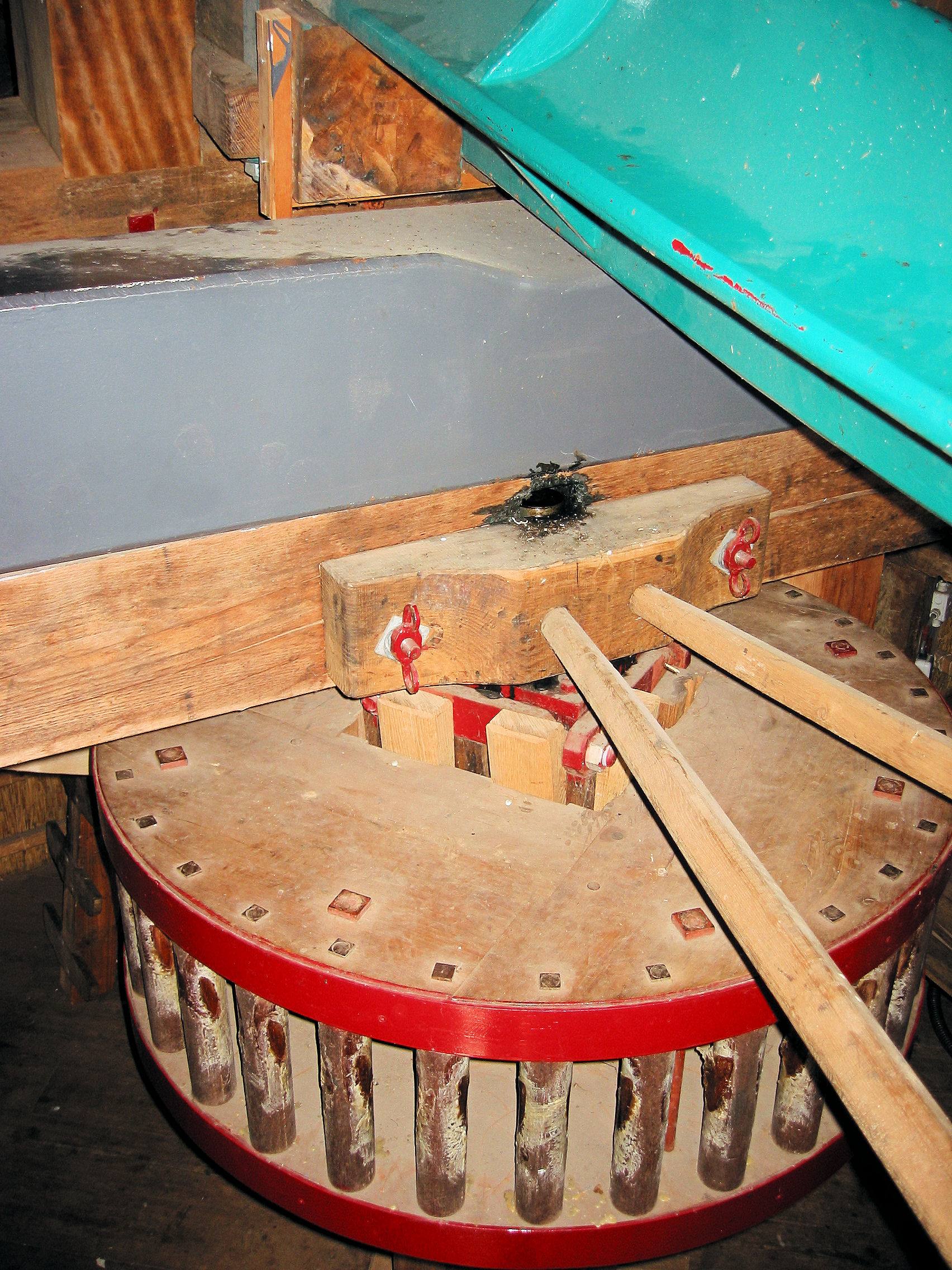
Busdeur in ijzerbalk met daarboven de ijzeren, lange spruit van de  De Vriendschap
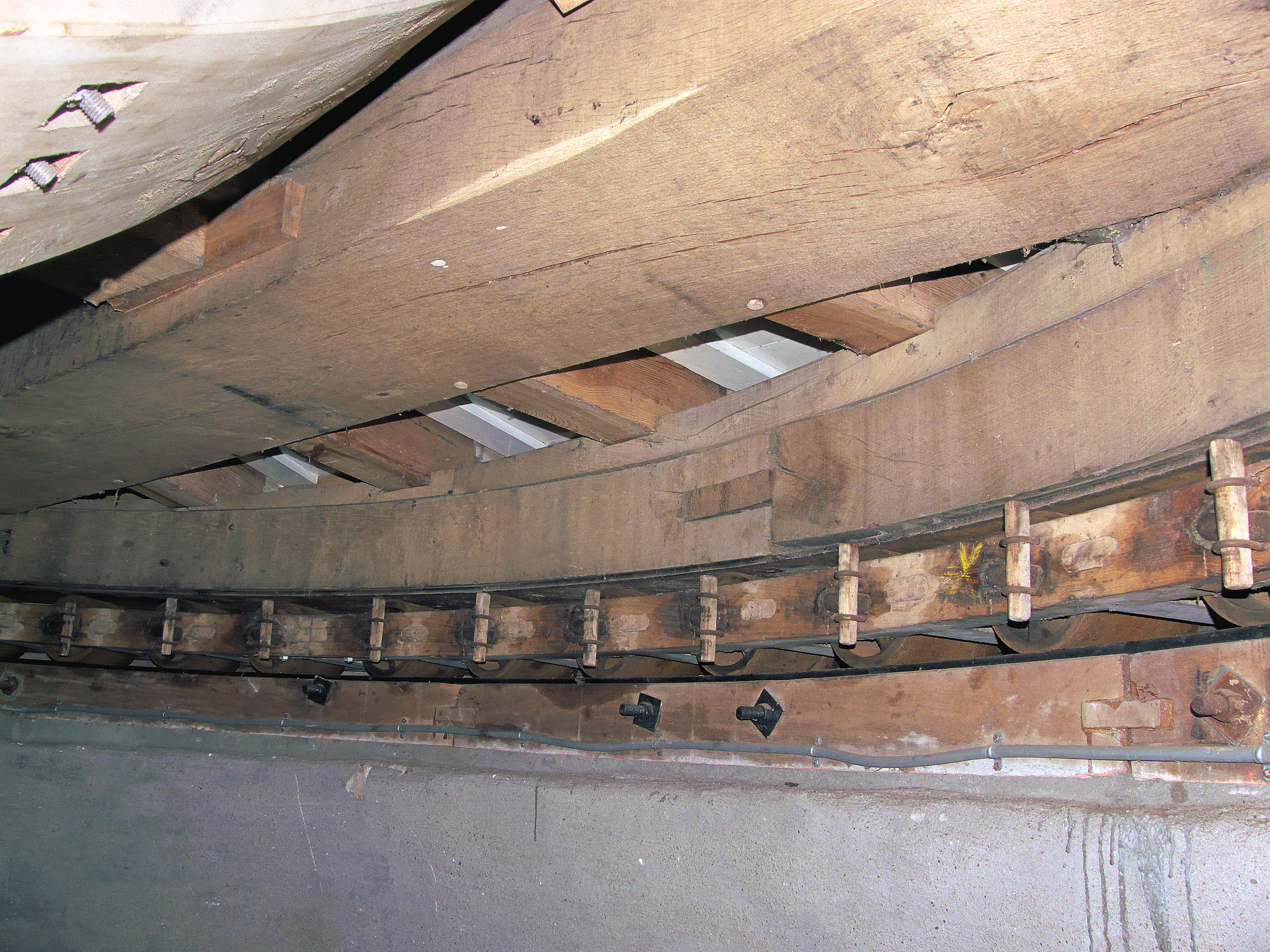
Slagstuk, gedeelte onder de roosterhouten
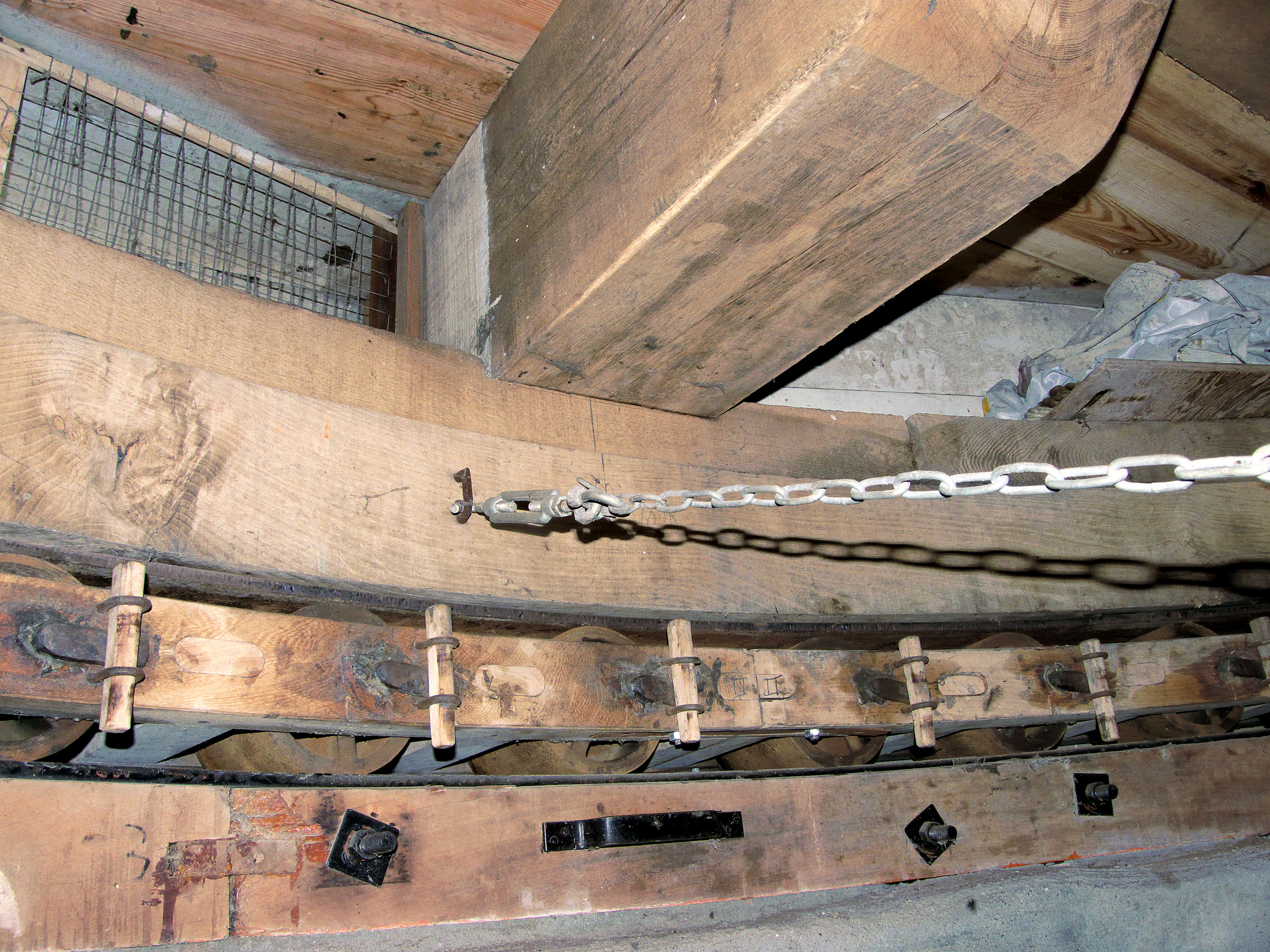
Slagstuk, gedeelte onder de windpeluw
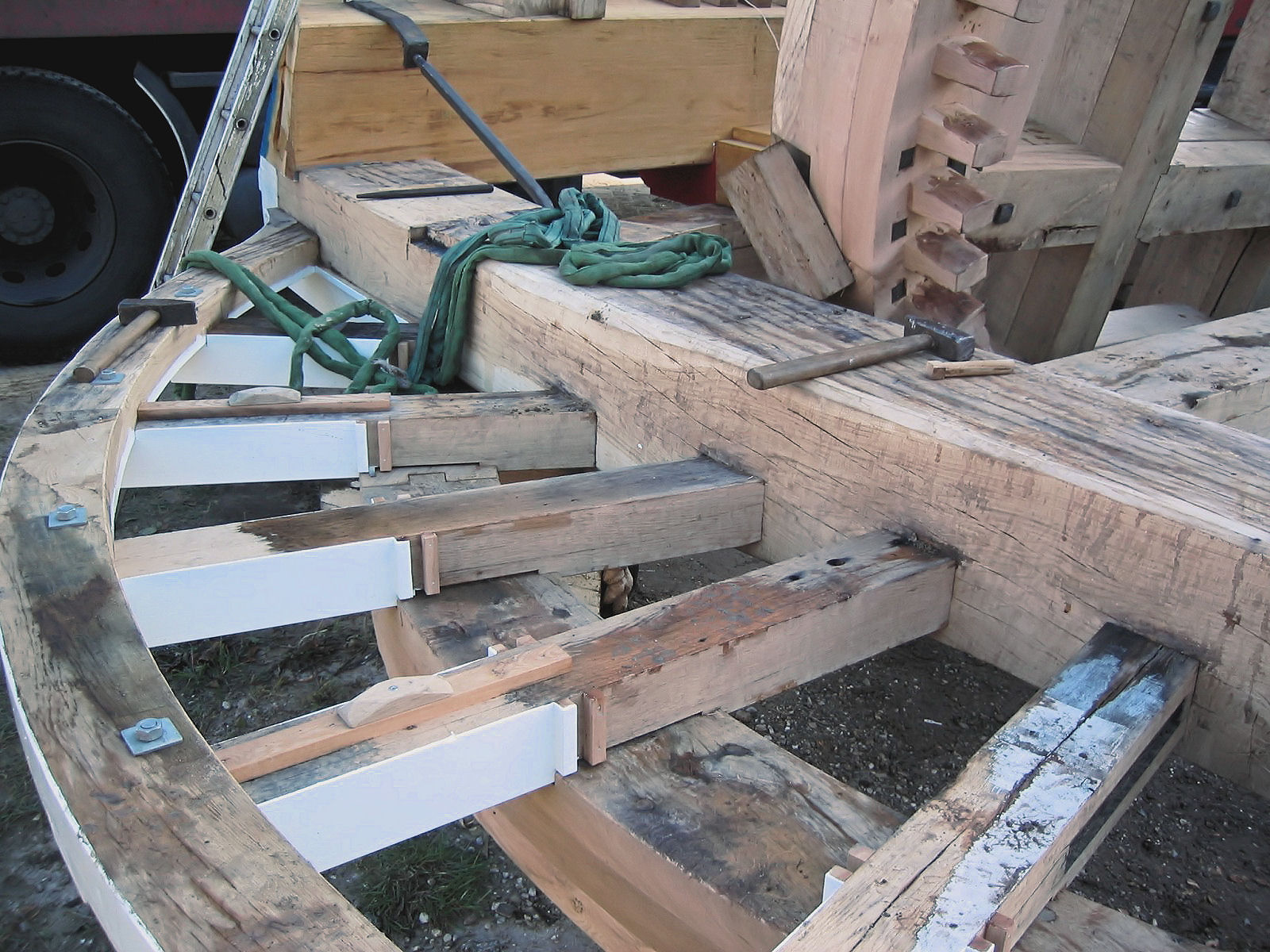
Roosterhouten
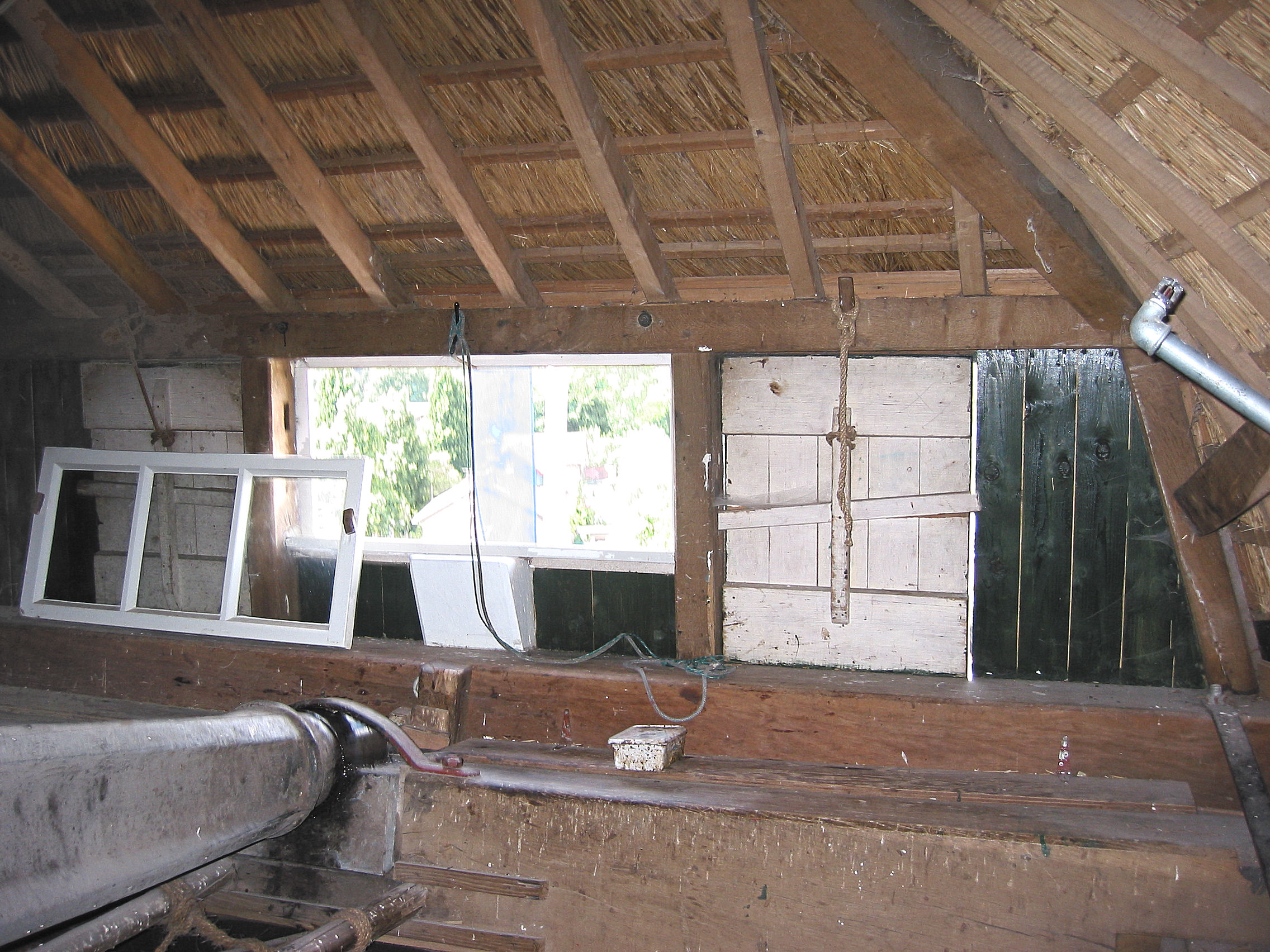
Achterkeuvelens van De Hoop
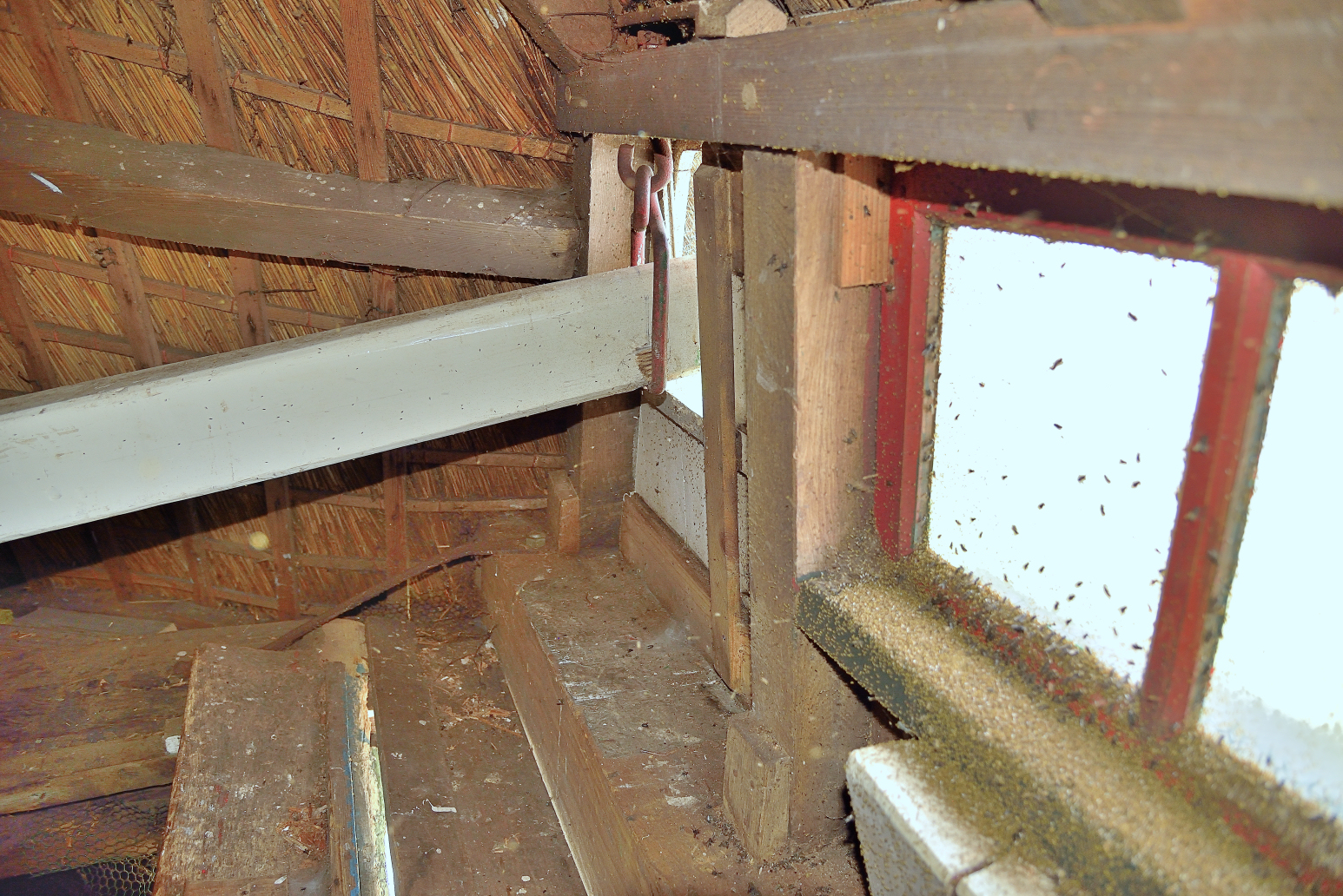
Achterkeuvelens met vliegjes eind september
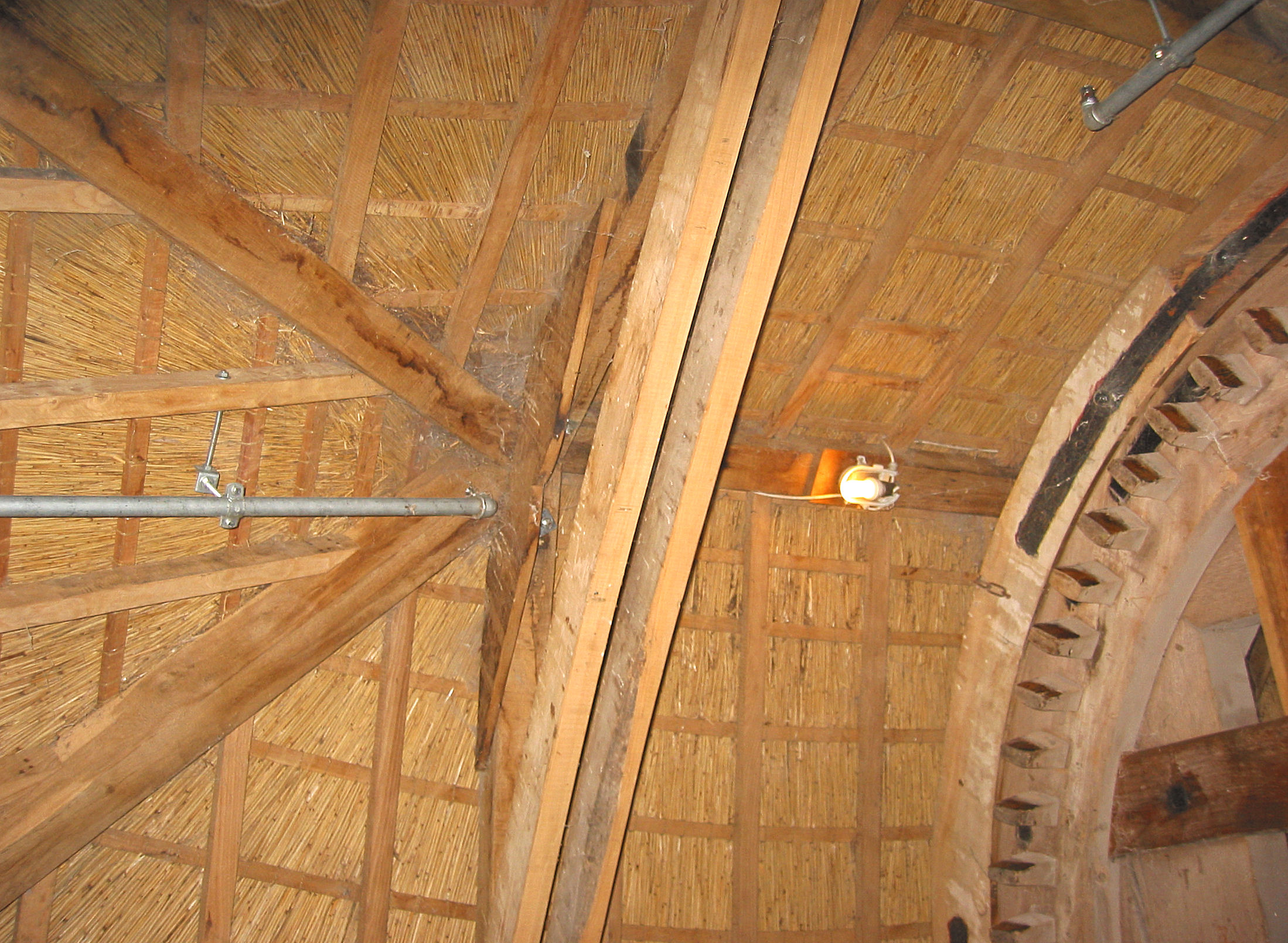
Achterkant kap van De Hoop
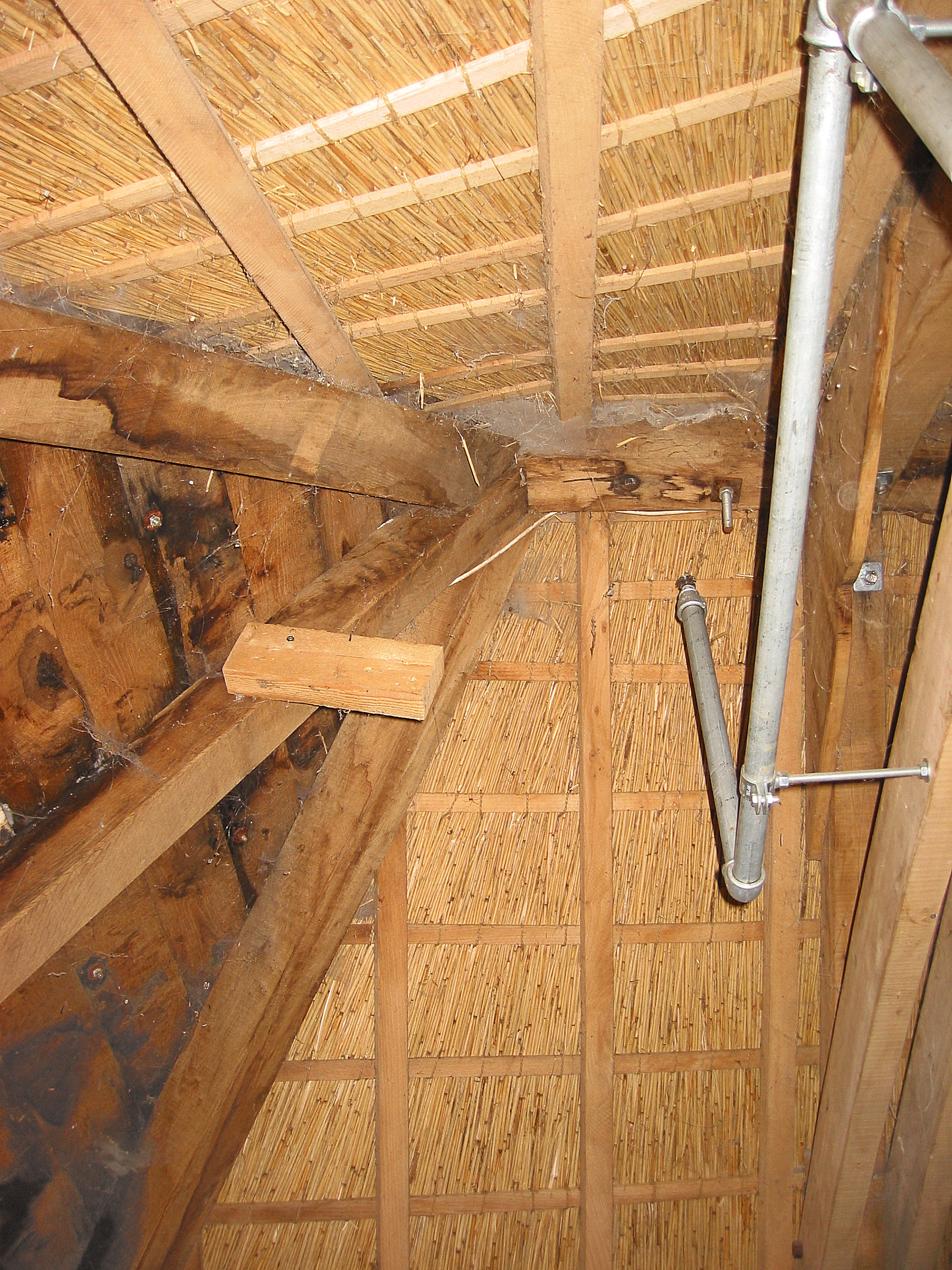
Wolfsdak (voorkant kap) met gepotdekselde punt van De Hoop
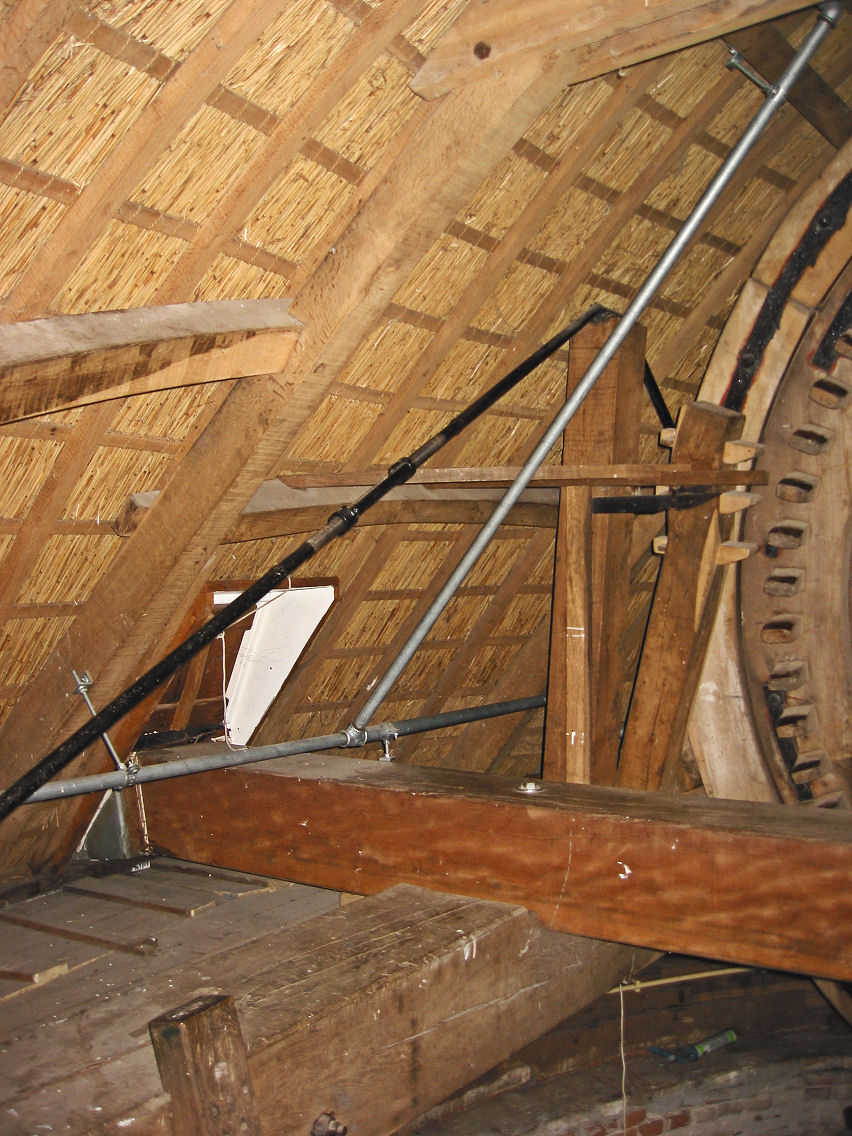
Gordingen met rietsporen en -ringellatten De Hoop